# Wartenberg (Muttenz)
Der Wartenberg ist ein markantes Wahrzeichen der Baselbieter Gemeinde Muttenz. Auf dem Berg stehen Ruinen von drei mittelalterlichen Burgen, die ebenfalls den Namen Wartenberg tragen.

## Berg

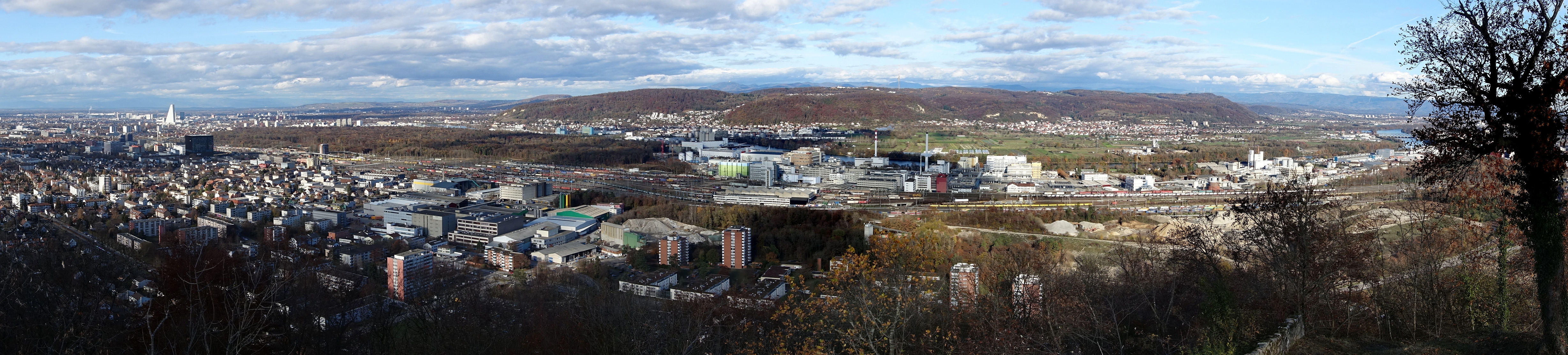
Panorama Aussicht von der vorderen Burgruine nach Nord–West

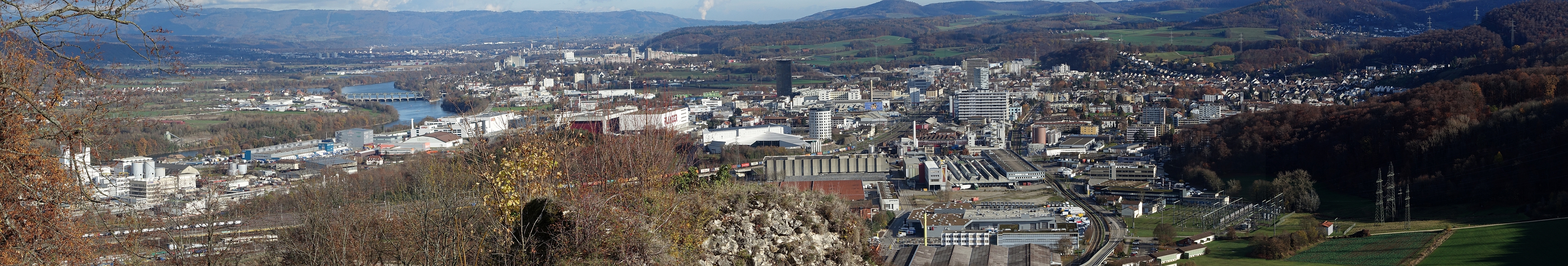
Panorama Aussicht von der vorderen Burgruine nach Osten

Der Wartenberg ist eine Erhebung südöstlich der Gemeinde, ist Teil des Tafeljuras und ein Ausläufer des Gempenplateaus. Sein höchster Punkt liegt auf 479 m Höhe und überragt das Dorf um gut 200 Meter.
Die Höhe und Gestaltung des Wartenberges eignete sich vorzüglich zu repräsentativen und wehrtechnischen Zwecken, und man entdeckte auf der höchsten Stelle eine bronzezeitliche Anlage, welche als Refugium benutzt worden war. So fand man Pfeilspitzen, eine Lanze, Messer und Sichel, verschiedenen Zierrat, Tausende von Schleudersteinen sowie verschiedene Steingeräte. Von der Anlage selber wurde infolge des Baus der nachfolgenden Burgen keine Überreste gefunden.

## Die drei Burgruinen des Wartenberges
Alle drei Burgen wurden während der «burgenromantischen Phase» in den 1930er bis 1950er Jahren «ausgeräumt» und «wiederhergestellt», wobei teilweise archäologische Befunde verloren gingen und historische Bausubstanz verfälscht wurde. Die «Burgenromantik» führte zu einem breiten Interesse der Bevölkerung am Mittelalter. Die im Zweiten Weltkrieg erstellten Festungsanlagen der Sperrstelle Wartenberg haben damals historische Bausubstanz in Mitleidenschaft gezogen und sind mittlerweile zu militärhistorischen Zeugen des 20. Jahrhunderts geworden.
Bis zum Ende des 13. Jahrhunderts waren die drei Burgen eine Einheit. Als erster geschichtlich fassbarer Besitzer der drei Wartenberg-Burgen sowie des Dorfes Muttenz erscheint das Domstift Strassburg. Wie die Strassburger in den Besitz dieser Ländereien gelangten, ist nicht mehr zu eruieren. Vermutlich wurden die drei Burgen bereits im 11. Jahrhundert von den Strassburger Bischöfen an die Grafen von Homberg als Lehen weitergegeben. Die Burgen wurden nicht nur von den Hombergern bzw. nach 1250 von deren Nachfolgern aus dem Hause Frohburg, den Neu-Hombergern bewohnt, sondern auch von deren Dienstleuten, den Marschalk von Frohburg, die sich nach 1250 auch Marschalk von Wartenberg nannten.
Das Haus Habsburg-Österreich übernahm 1306 alle drei Burgen und gab sie als Unterlehen zuerst an die Basler zer Sunnen und danach an Johann I. von Habsburg-Laufenburg aus.

## Vordere Burg

### Lage

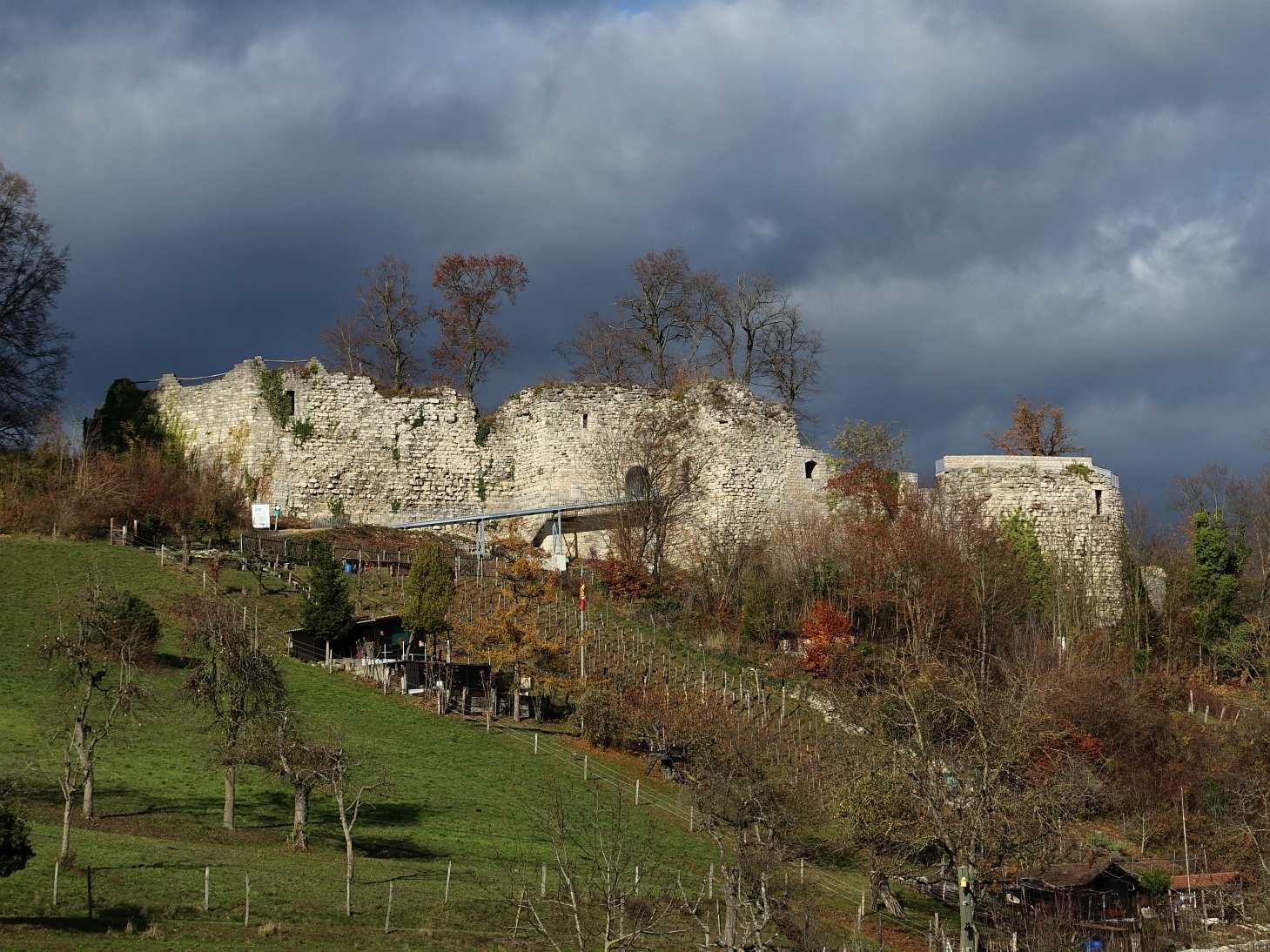
Ostseite der vorderen Burgruine

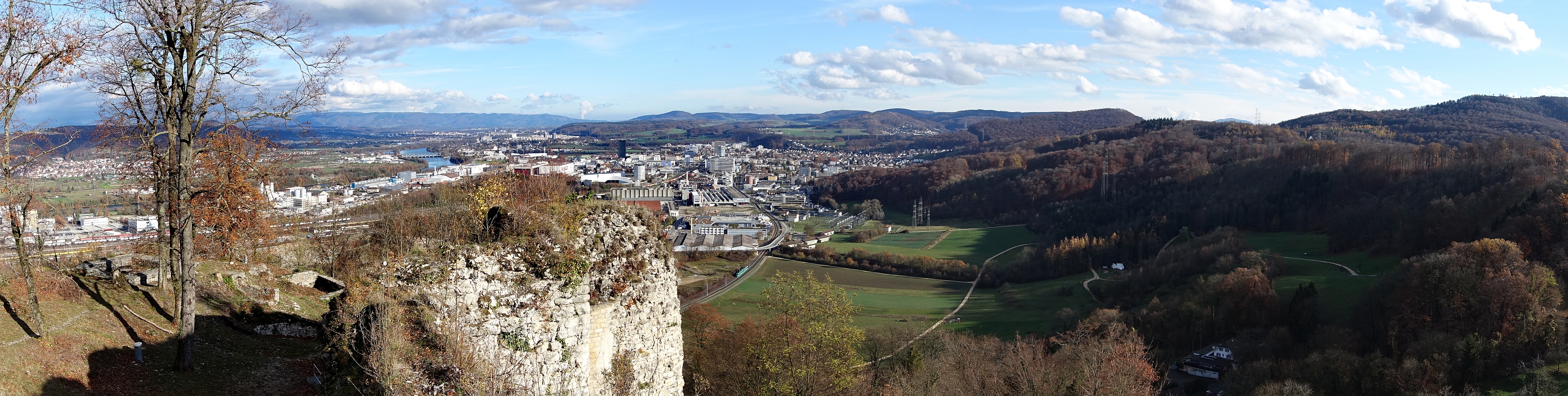
Panorama Aussicht von der vorderen Burgruine nach Osten

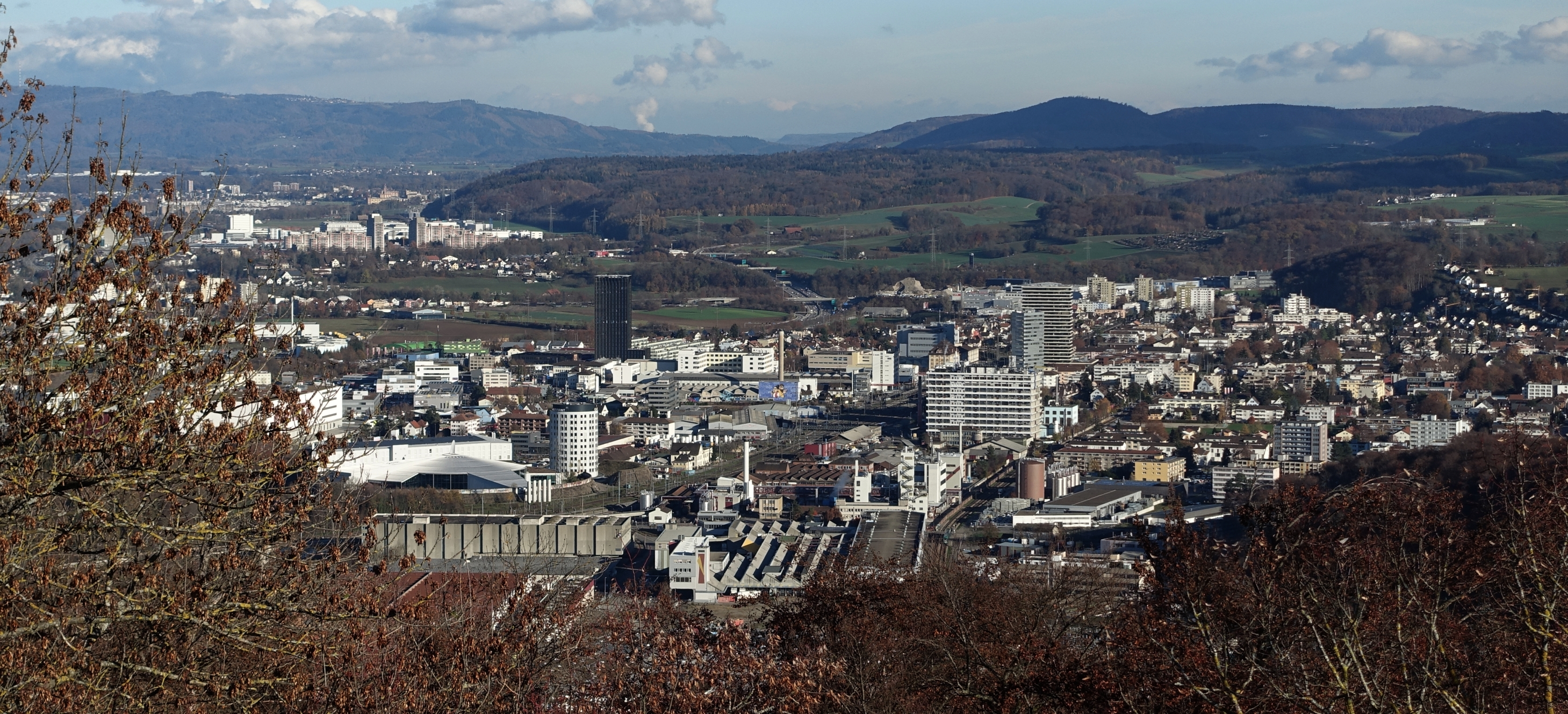
Panoramablick nach Pratteln

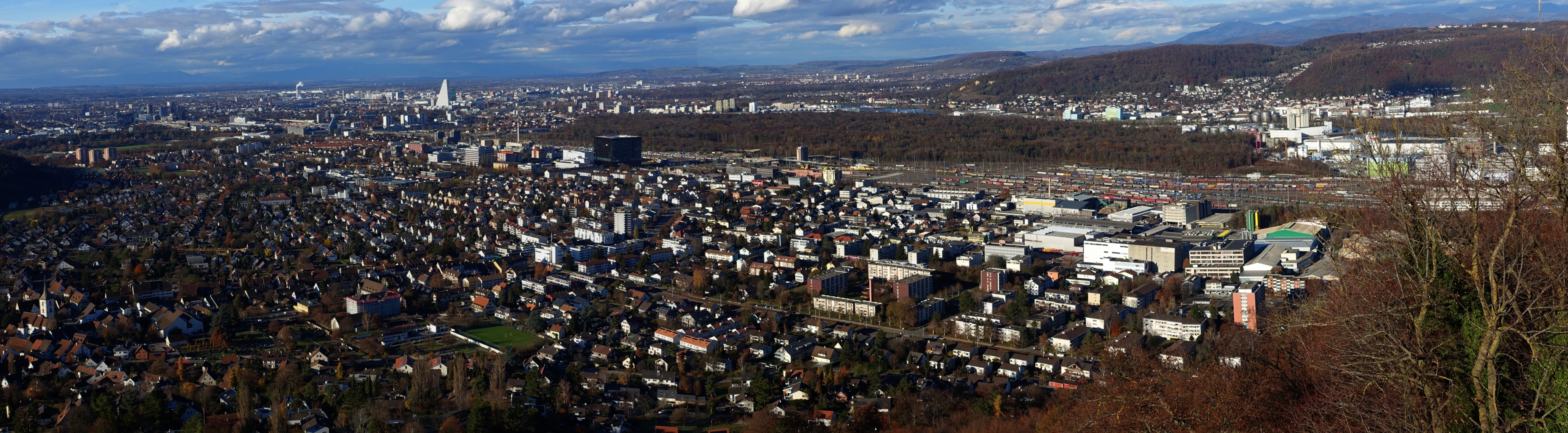
Panorama Aussicht nach Muttenz, Basel, Schweizerhalle

Die Vordere Wartenberg 616500 / 263430 war die bedeutendste der drei Wartenberger-Burgen. Die Überreste liegen auf einem breiten Felssporn im Norden des Wartenberges und sind von diesem durch einen Halsgraben abgetrennt. Das Material, das beim Ausheben des Halsgrabens und dem Steinbruch an der Südseite des Halsgrabens anfiel, dürfte (wie üblich) gleich als Baumaterial für die Burg gedient haben.
Der Zugang zur Burg erfolgt heute durch den Halsgraben und einen Pfad an der Südwestseite der Anlage.

### Anlage

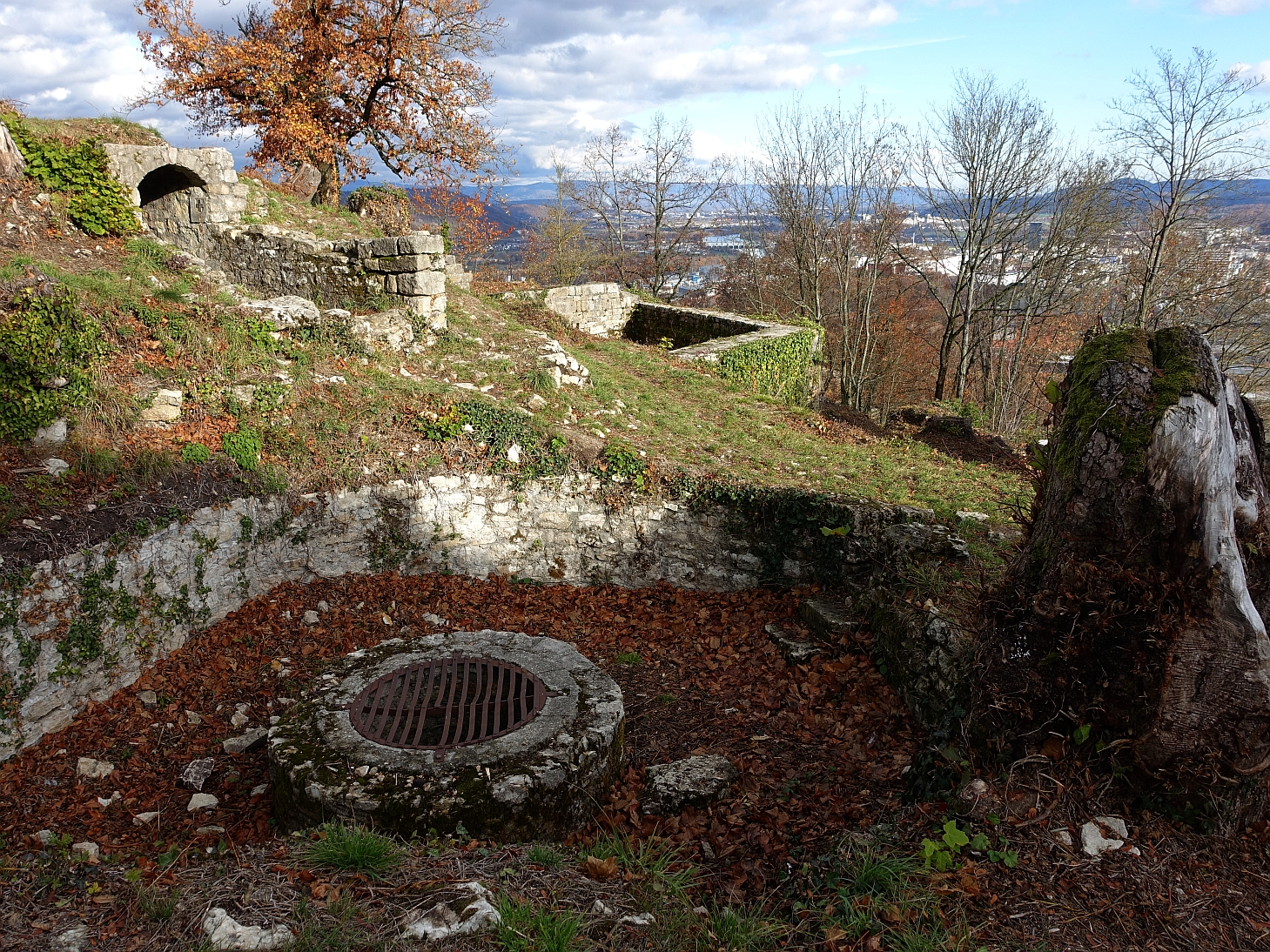
Vordere Burgruine

Die Burg hat eine Ausdehnung von gut 100 Meter Länge und über 30 Meter Breite. Der Bering ist im Norden durch Steinbruchtätigkeit zerstört, aber im Osten ist die Mauer noch sehr gut erkennbar, und besonders eindrücklich ist die Südmauer. In der Ostmauer ist das (rekonstruierte) Burgtor sichtbar, das heute etliche Meter über dem Boden liegt. Wie der Zugang von aussen erfolgte, ist unklar: Die Publikationen zu den 'Restaurierungen' legen die Vermutung nahe, dass das Tor von Süden entlang der Mauer (über eine aufgeschüttete oder hölzerne Rampe) erreicht wurde. Dies ist übrigens ein weiteres Beispiel, das die Annahme entkräftet, dass der Zugang zum Tor immer so erfolgte, dass ein Reiter die rechte, nicht vom Schild bewehrte Seite den Verteidigern aussetzen musste.
Die Nutzung des Steinmaterials von der Nord- und Nordostseite sowie die Erstellung militärischer Anlagen haben den nördlichen Teil der Burg stark entstellt. Im Zentrum der Anlage sind noch Reste der Filterzisterne des Bergfrieds (Interpretation von Häring und Eglin) sowie des östlichen Bering und des (rekonstruierten) Burgtores vorhanden. Nur der südliche Teil der Festung ist etwas weniger zerstört; erhalten sind noch der Bering, ein innen an den Bering angebauter Turm in der Südwestecke sowie Mauerwerk im Innern der Burg.

### Geschichte
Die vorhandenen Funde können leider nicht mehr den Bauphasen zugeordnet werden. Sie reichen jedoch bis in die spätkarolingische Zeit zurück. Meyer vermutet sogar, dass es sich ursprünglich um eine hochburgundische Königsburg gehandelt haben könnte.
Erbaut wurde die Festung – deren Reste heute sichtbar sind – in der Mitte des 12. Jahrhunderts und wurde über das nächste Jahrhundert dauernd erweitert. Die Münch von Münchenstein – als Verwandte der zer Sunnen – übernahmen 1371 das Lehen über die vordere (und mittlere) Wartenberg. Nach längerem Hin und Her konnte am 2. Mai 1515 die Stadt Basel definitiv von den Münch die vordere und mittlere Burg auf dem Wartenberg erwerben. Zu diesem Zeitpunkt – bereits 1470 schreibt Konrad Münch nur noch von einem Burgstall – waren die beiden Burgen bereits nicht mehr bewohnt und am zerfallen. Die Motivation, solche Ruinen zu kaufen, lag an den mit den Burgen verbundenen Gütern und Rechten (Recht zur Steuererhebung, Rechte zur Rechtsprechung – Bussen konnten recht einträglich sein – usw.).

## Mittlere Burg

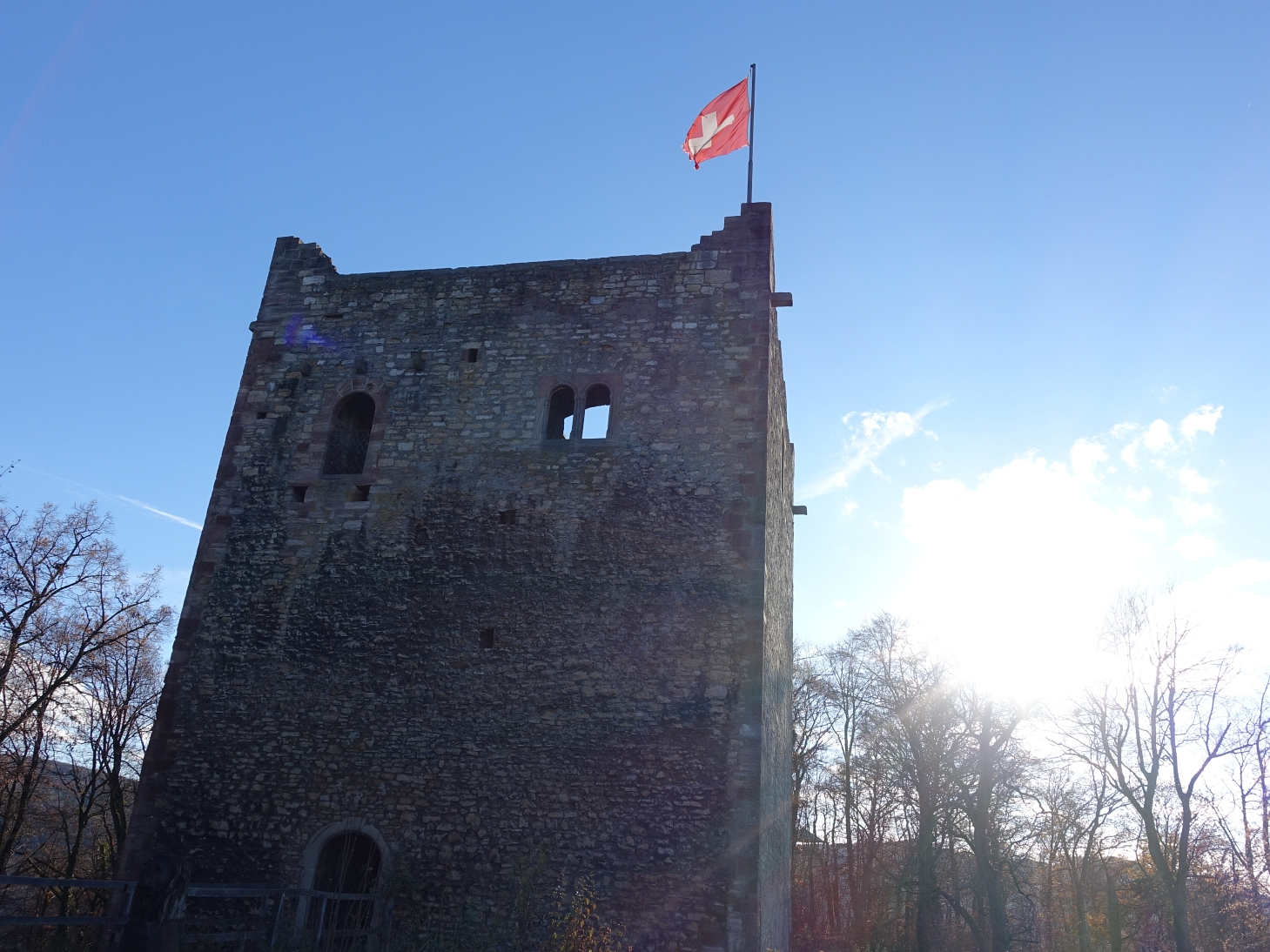
Vorderansicht der mittleren Burgruine Wartenberg

### Lage
Die Mittlere Wartenberg 616275 / 263160 liegt auf dem höchsten Punkt des Wartenberges. Von jeher war sie von Norden und Süden her gut zugänglich und deshalb rundherum mit einem Graben geschützt: Dieser war jedoch nie mit Wasser gefüllt (Kein Zufluss, rascher Abfluss durch das karstige Kalkgestein).
(siehe auch: Mittlerer Wartbergturm)

### Anlage
Die Burg bestand vermutlich nur aus einem Donjon, hat eine Grundfläche von 14,3 auf 13,2 Meter, und seine Mauerstärke beträgt im unteren Teil 3 Meter. Eugen Probst (siehe Häring) behauptet, dass auf einem ausgeebneten Platz nördlich des Grabens eine kleine (evtl. hölzerne) Vorburg gestanden habe: Diese Annahme wird aber weder durch Funde noch Quellen gestützt.
Der Turm wies vier Geschosse auf, und der ursprüngliche Hocheingang befand sich 10 Meter über dem Boden im vierten Geschoss der Nordwand (Der heutige Eingang im Erdgeschoss entstand durch einen Mauerdurchbruch bei der 'Restauration' in den Jahren 1932 bis 1934). Wie der Zugang zu diesem hochgelegenen Eingang erfolgte, ist Inhalt von Spekulationen: Eugen Probsts Vision ist eine hölzerne Brücke von der von ihm vermuteten Vorburg zum Hocheingang, während Alfred Leu und Hans Häring eine an die Mauer des Turmes angebaute Treppe – unten aus Stein und oben aus Holz – als Variante vorschlagen.
Die heute sichtbaren Einbauten in den Fensterlöchern (Sitzbänke) und die Fenstergewände stellen keinen historischen Zustand dar und entsprechen praktisch nicht der mittelalterlichen Architektur. Die Reste eines Kamins und Ofens in der Südostecke des Turmes sind hingegen authentische Reste der mittleren Wartenberg.
Wie der obere Abschluss bzw. das Dach des Turmes ausgesehen hat, ist unbekannt. Es wird aber vermutet, dass der Turm einen Wehrgang mit Zinnen und ein nach innen versetztes Holzdach besass. Seit der Renovation 1955/1956 führt eine 85-stufige Blocktreppe hinauf auf die in 15 Metern Höhe befindliche Burgterrasse mit Aussicht auf das Rheintal.

### Geschichte
Die Burg dürfte im späten 12. Jahrhundert (also von den Hombergern) errichtet worden sein und wurde – gemäss den erhaltenen Bodenfunden – vom 13. bis ins 15. Jahrhundert benutzt. Die Geschichte der mittleren Wartenberg verläuft zusammen mit derjenigen der vorderen Wartenberg (s. oben).

## Hintere Burg

### Lage

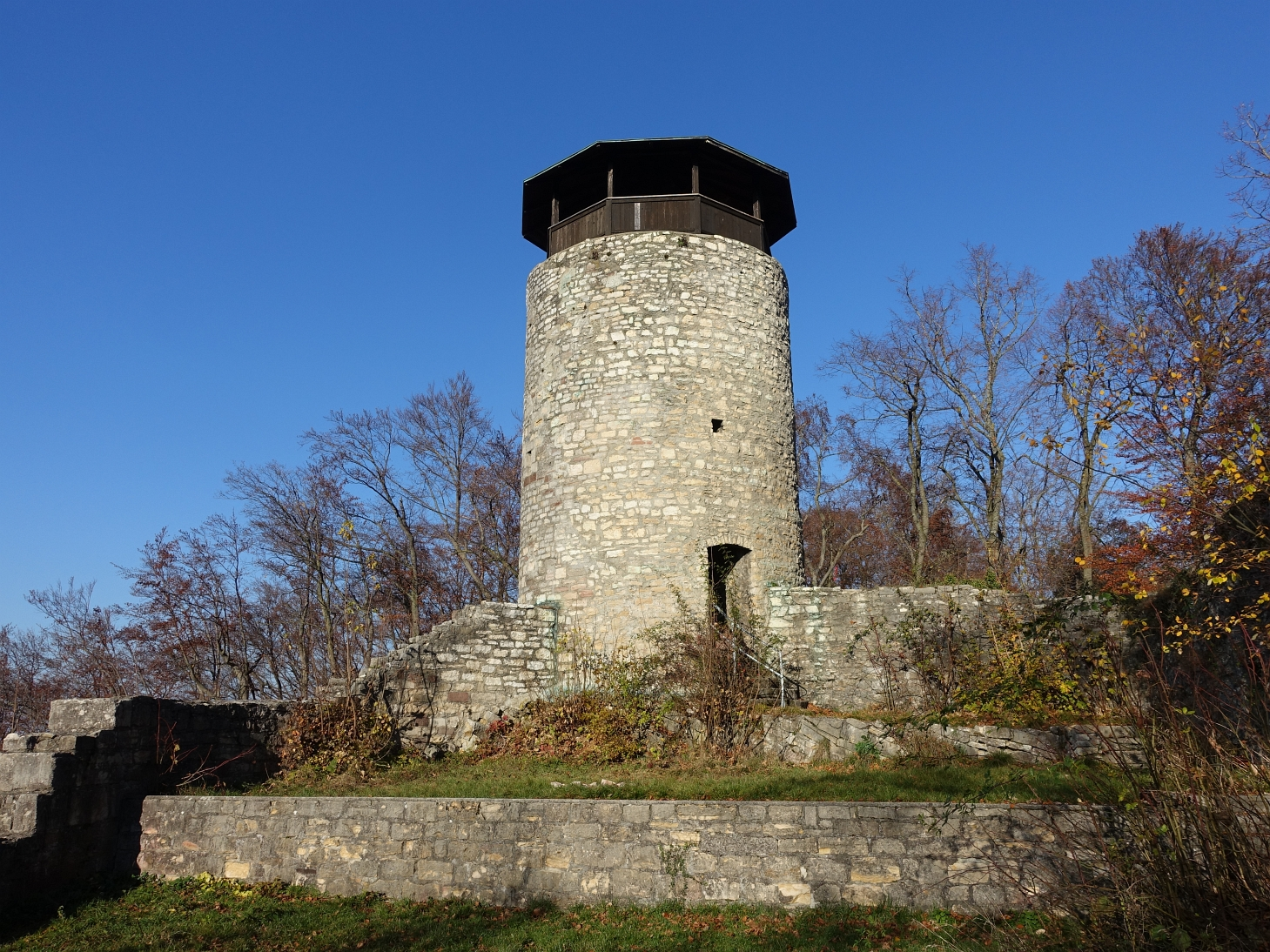
Hintere Burgruine

Die Hintere Wartenberg 616225 / 263055 liegt auf dem südlichsten Sporn des Wartenberges, ist auf drei Seiten durch eine felsige Böschung und im Norden durch einen Halsgraben geschützt.
(siehe auch: Hinterer Wartbergturm)

### Anlage

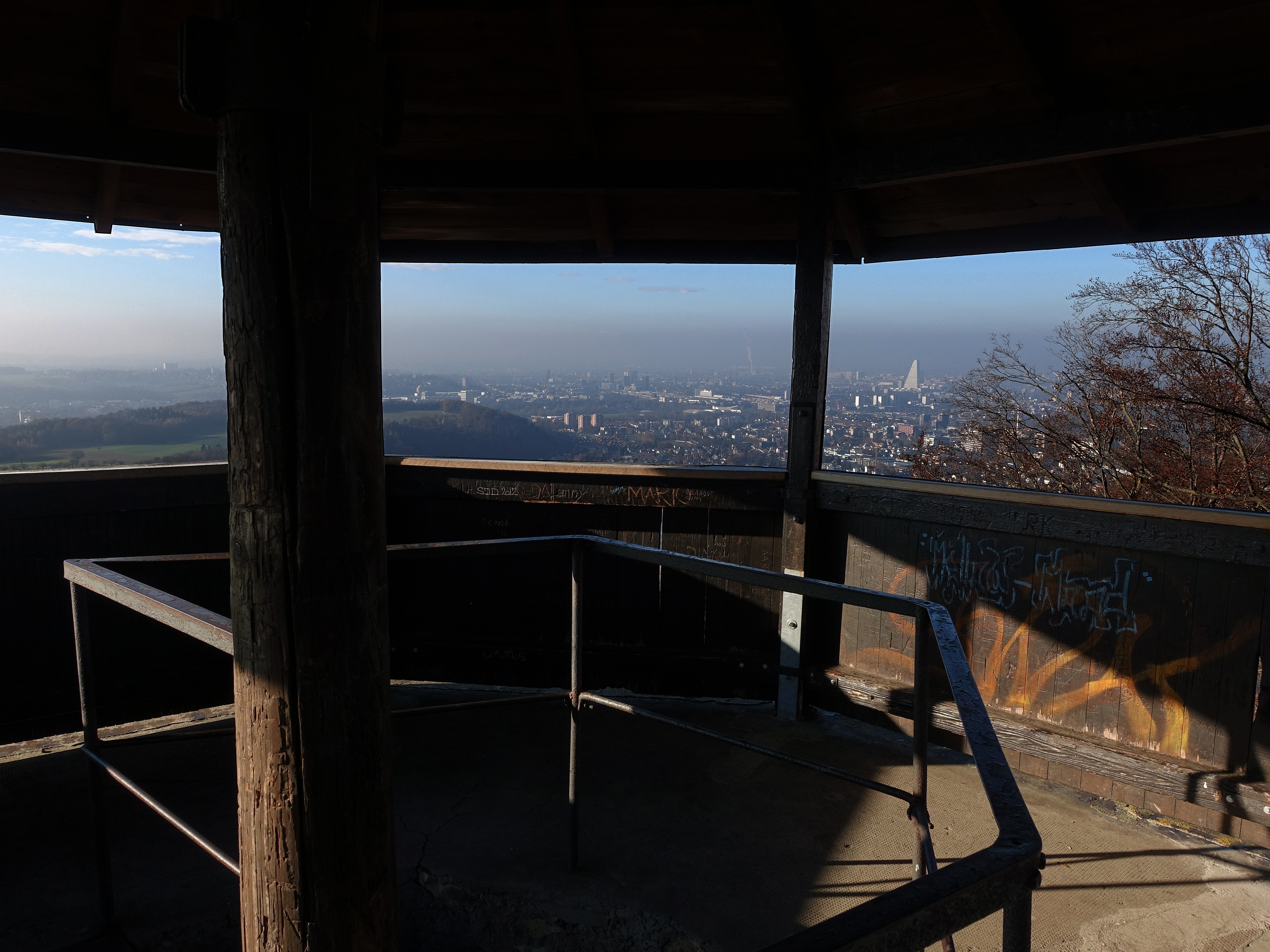
Panoramablick von der hinteren Burgruine

Ein langgestreckter Bering umgab die im 13. Jahrhundert erbaute Burg. Im südlichen Bereich befinden sich die Überreste eines Wohntraktes, der direkt in die hohe Umfassungsmauer einbezogen war. Im Norden steht ein massiver, heute noch neun Meter hoher Rundturm mit einer Mauerstärke von 1,8 m und einem Durchmesser von 6,2 m. 1901 wurde der Turm restauriert, mit einem überdachten Holzaufbau ergänzt und dient seither als Aussichtsturm.
Das heutige Burgtor in der noch stehenden Mauer an der Ostseite ist nicht historisch belegt: Eine Bresche in der Mauer wurde bei der Restauration als Ort des ehemaligen Burgtores interpretiert und das Torgewände dann nach eigenen Ideen nachgebaut.

### Geschichte
Die hintere Burg gelangte spätestens um 1296 als Lehen an die Herren von Eptingen-Madeln, die sich zu dem Zeitpunkt nach der Burg benannten. 1379 kam die Burg – jetzt als Lehen des Habsburger Hauses Österreich – an Petermann Sevogel und seine Nachkommen im 15. Jahrhundert. In dieser Zeit wurde die Burg bereits aufgegeben. Erbweise gelangte sie dann an den Luzerner Schultheissen Jakob von Hertenstein, der sie – bzw. die damit verbundenen Güter und Rechte – später an die St. Georgenkirche in Rümlingen übergab. Im 16. Jahrhundert konnte die Stadt Basel die hintere Wartenberg von ihr erwerben.

## Bildergalerie

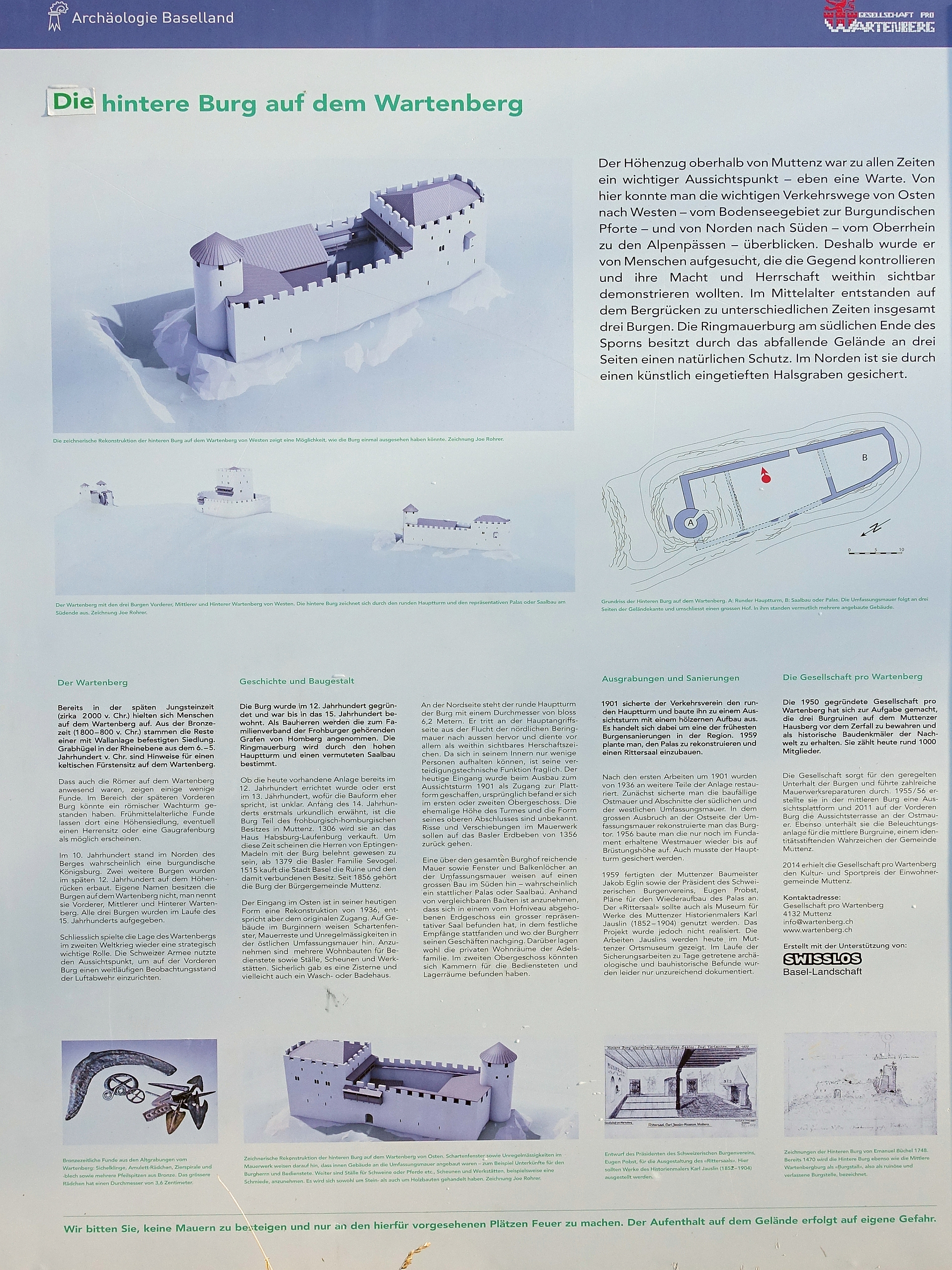
Geschichte zu der hinteren Burg
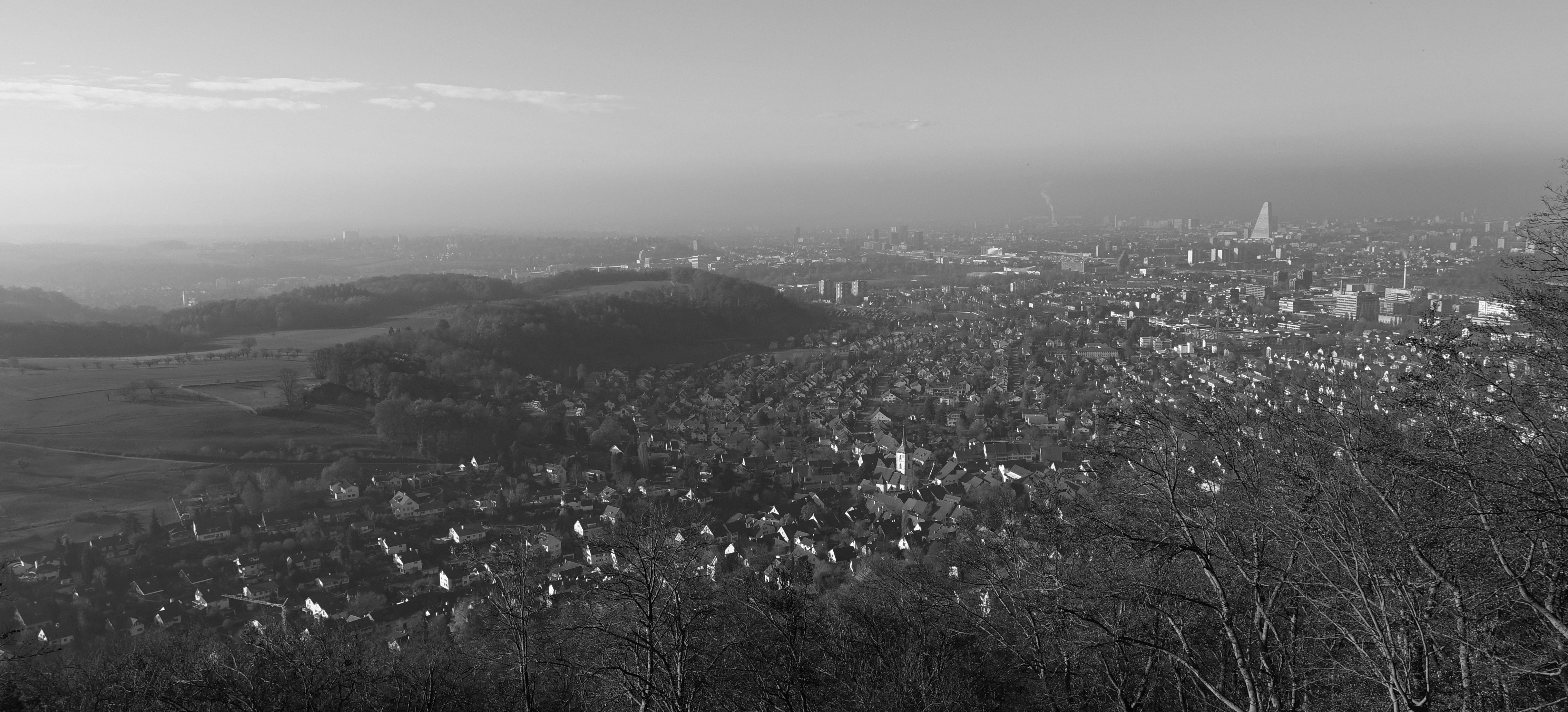
Panoramablick von der hinteren Burg
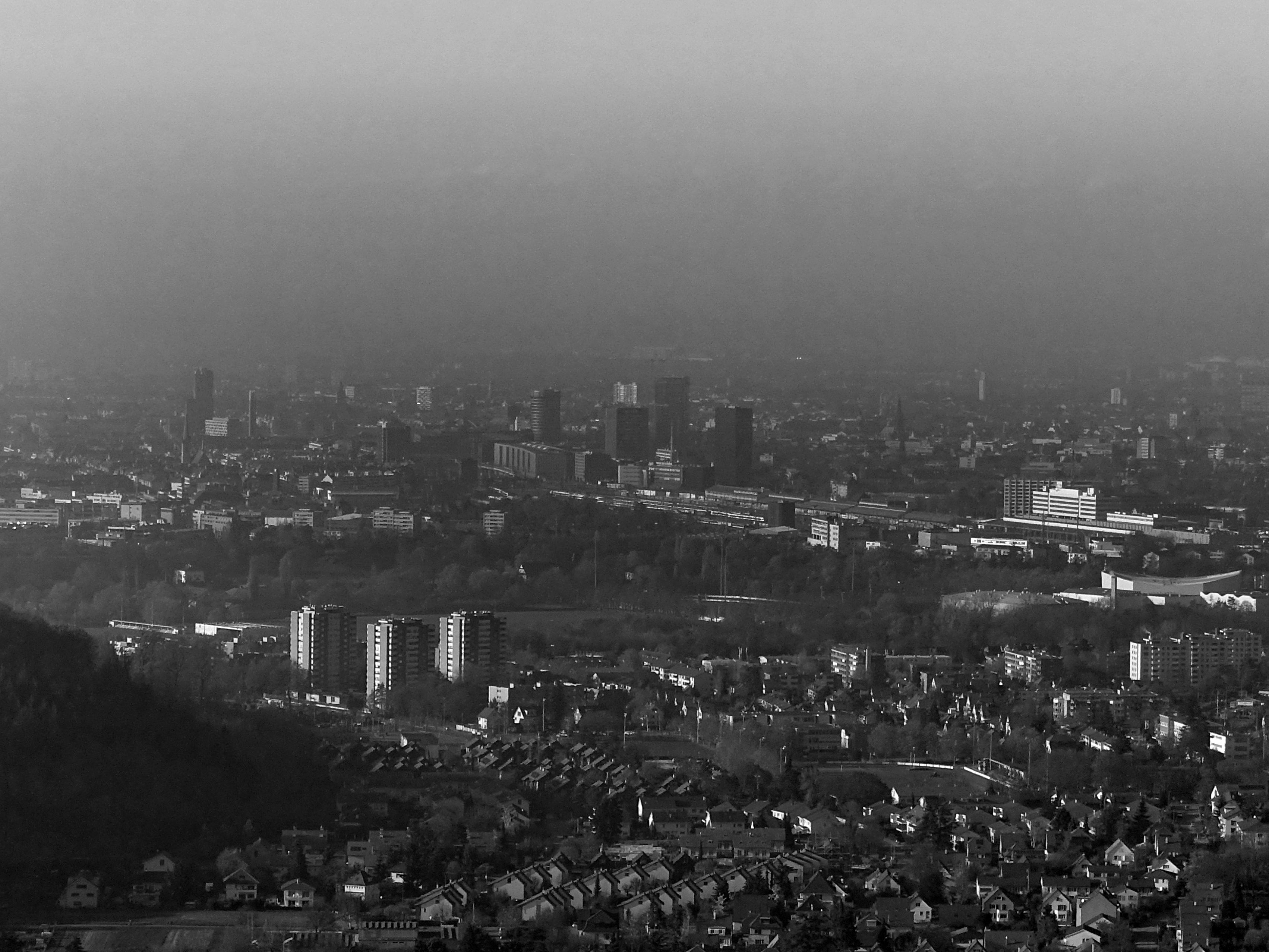
Panoramablick von der hinteren Burg
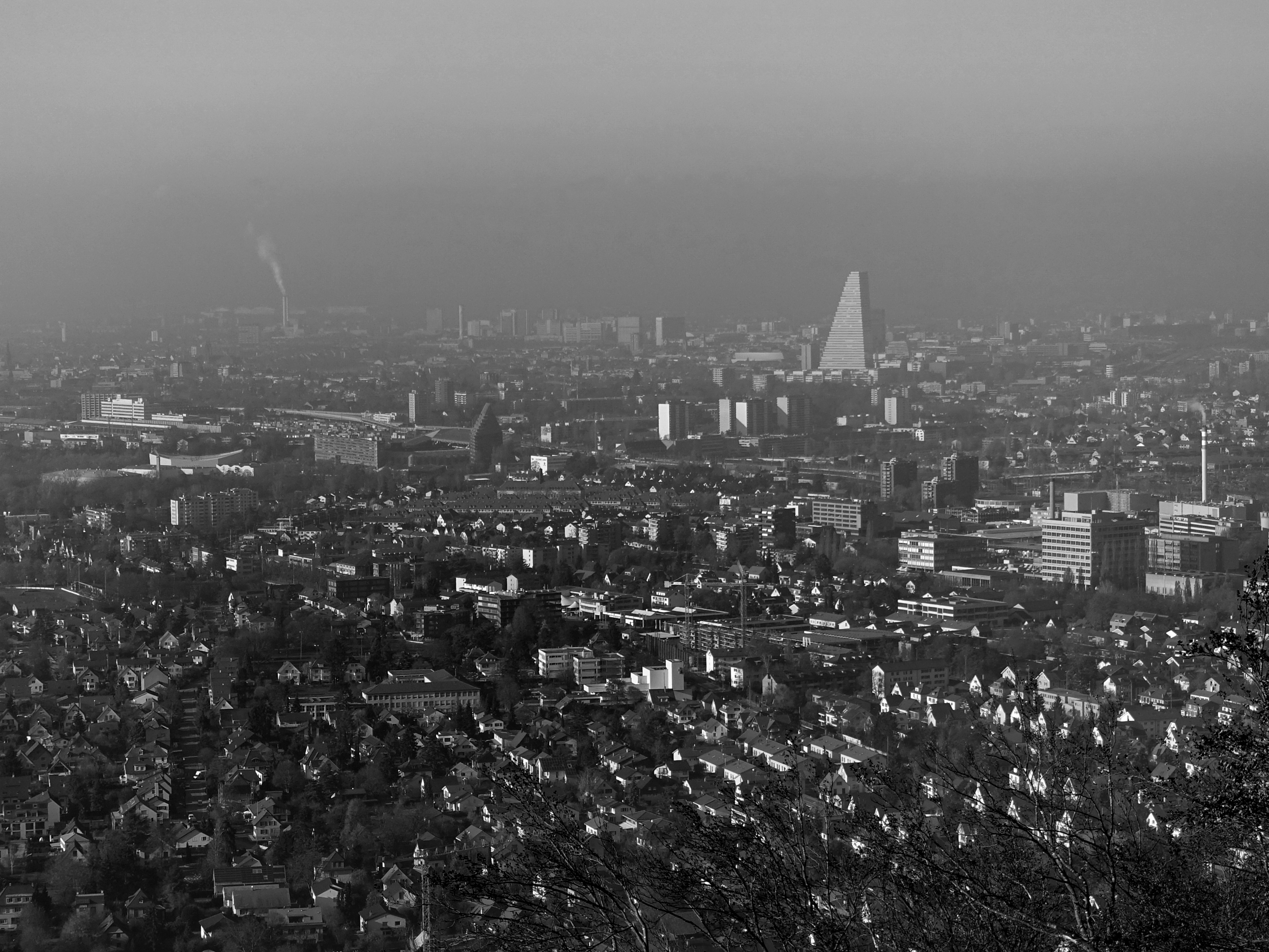
Panoramablick von der hinteren Burg
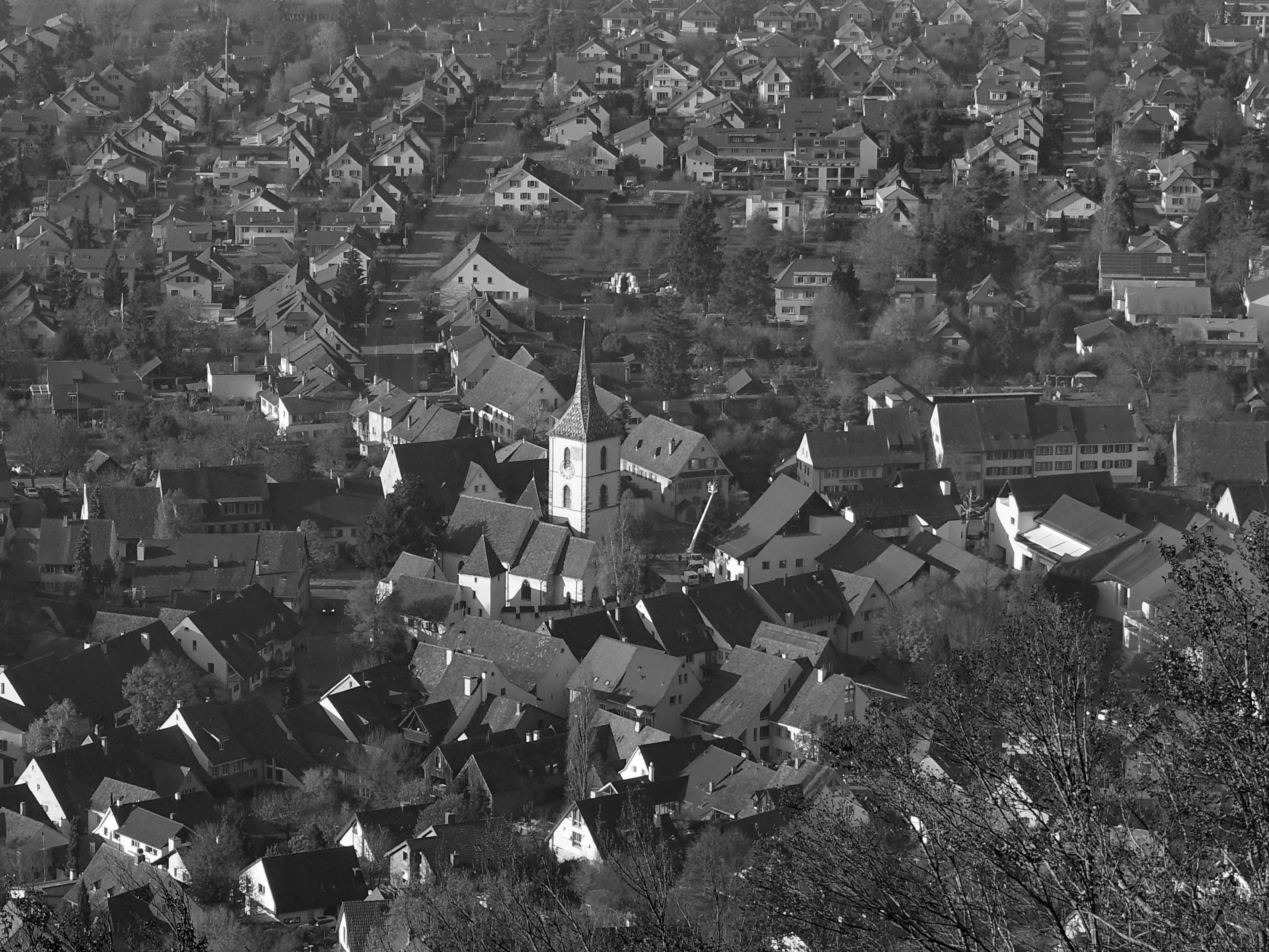
Panoramablick von der hinteren Burg zur Arbogast Kirche
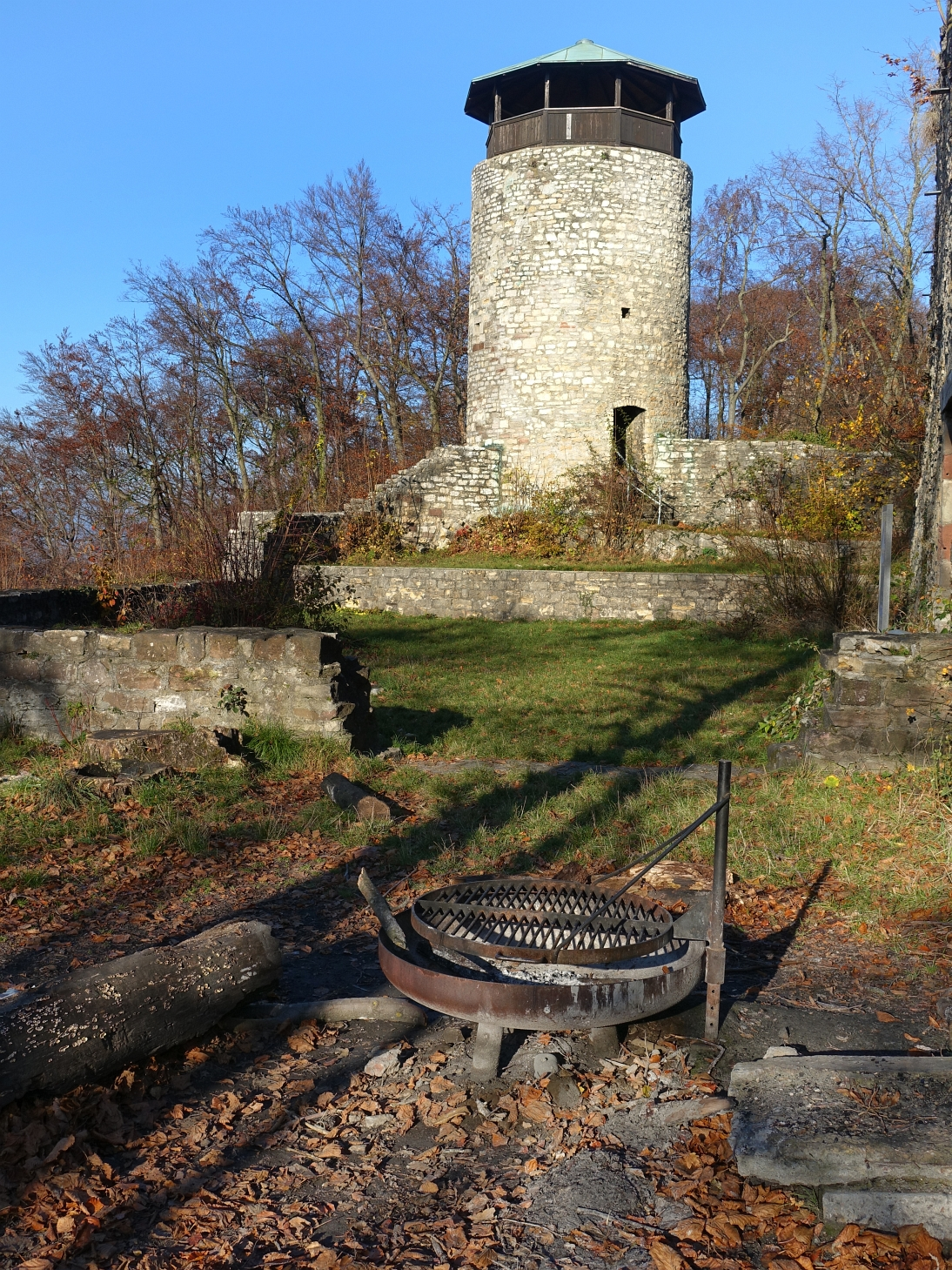
Hintere Burg
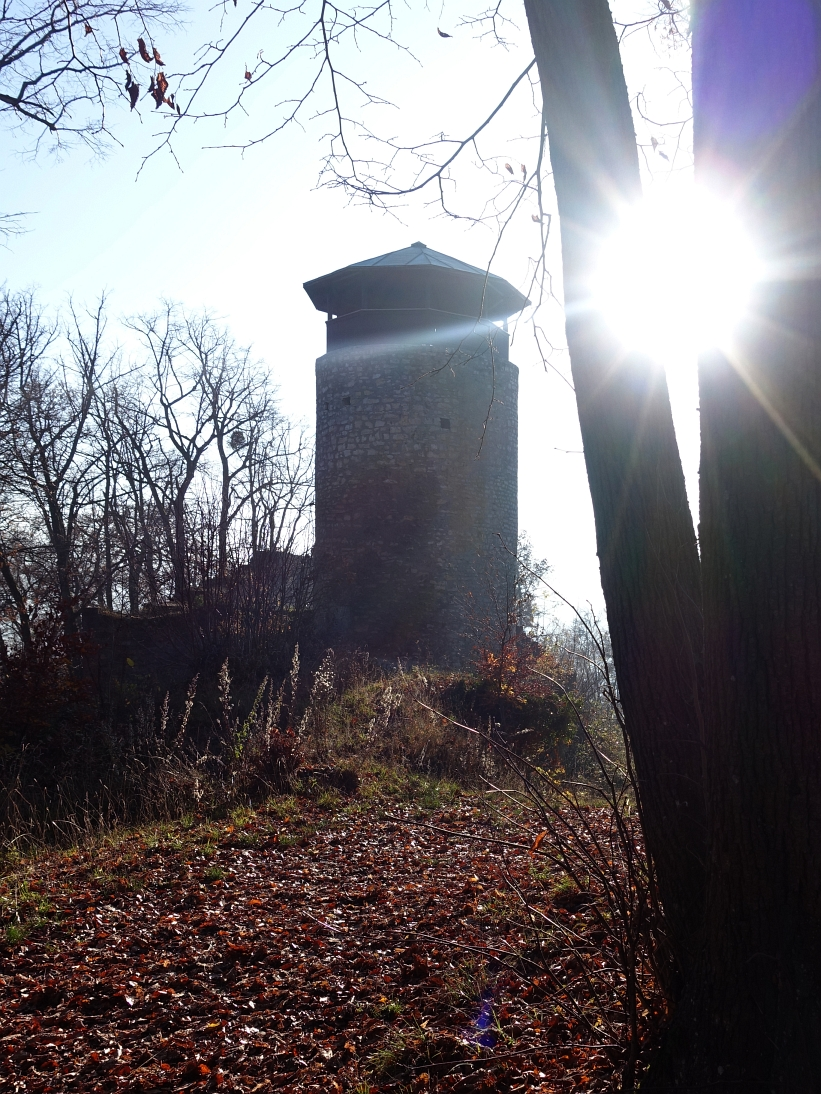
Hintere Burg
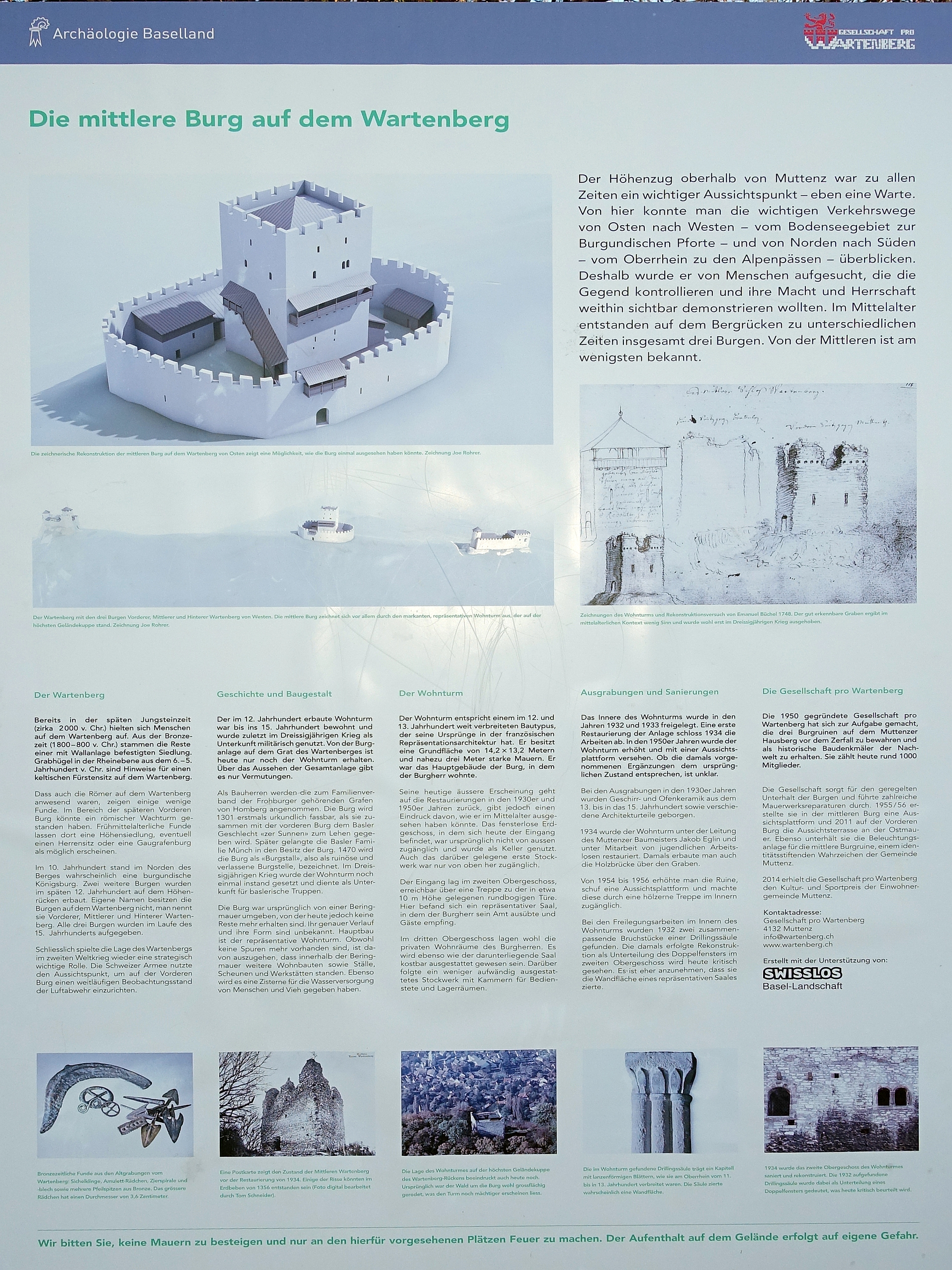
Geschichte zu der mittleren Burg
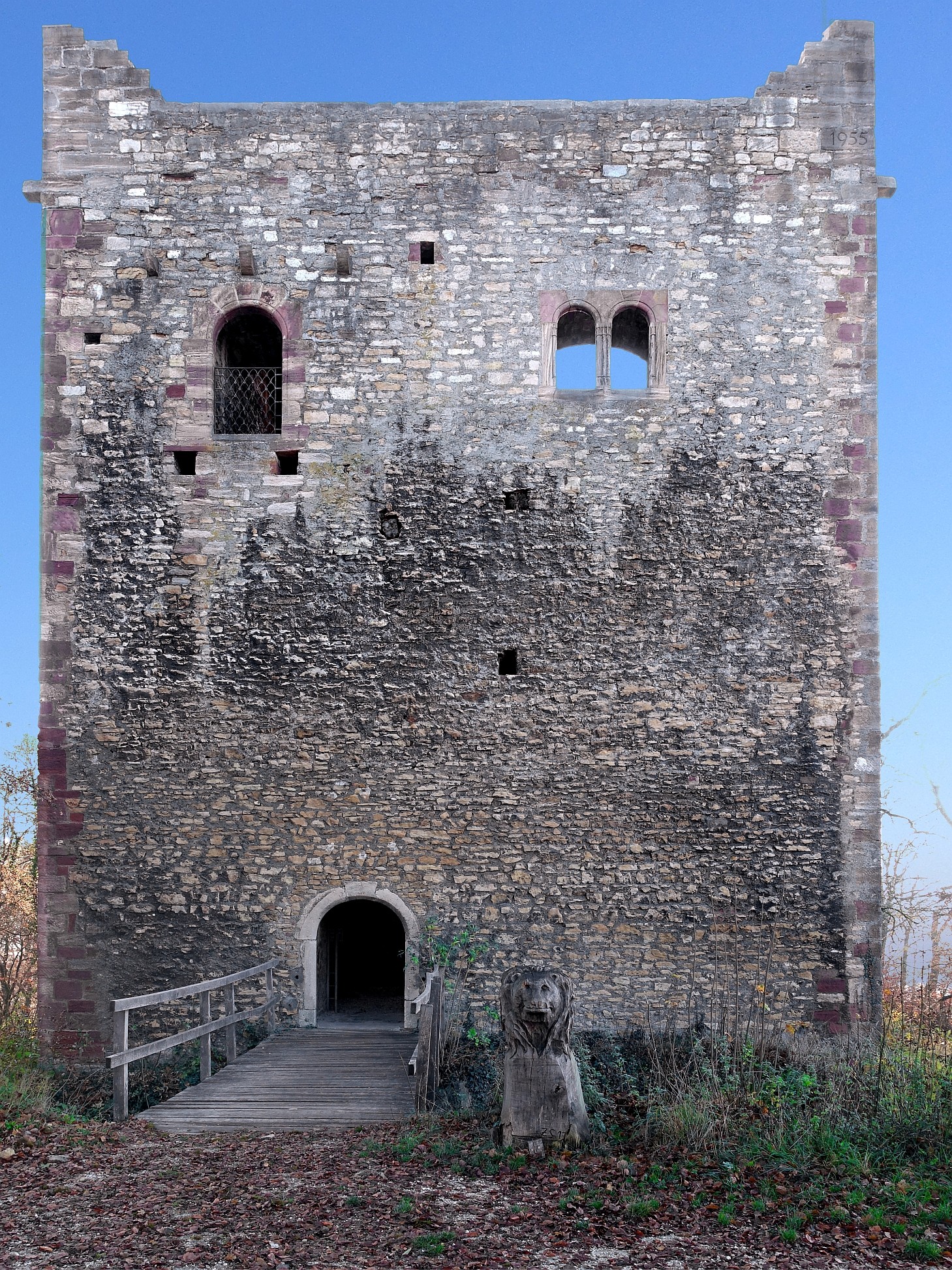
Mittlere Burg
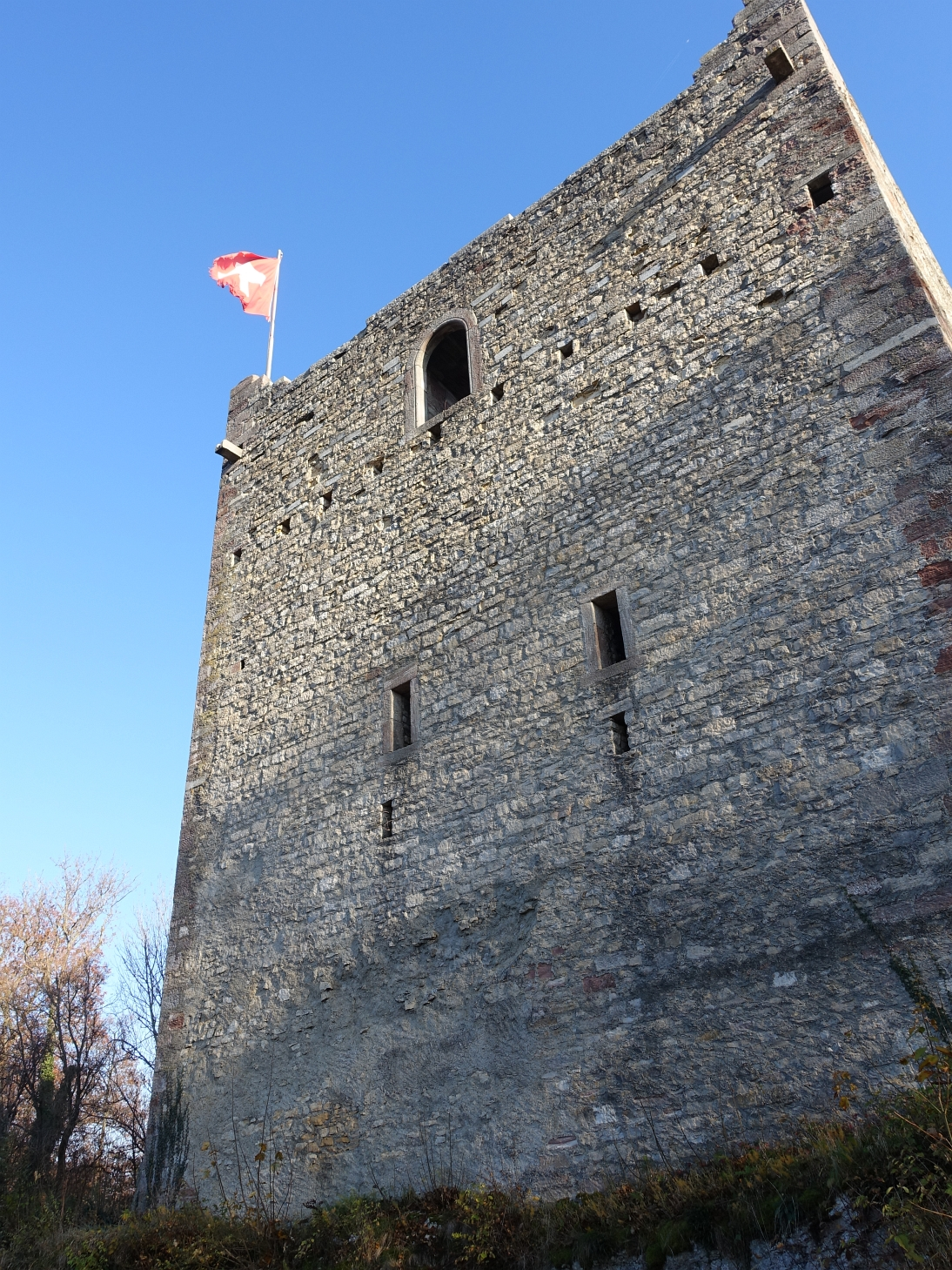
Seitenansicht der mittleren Burg
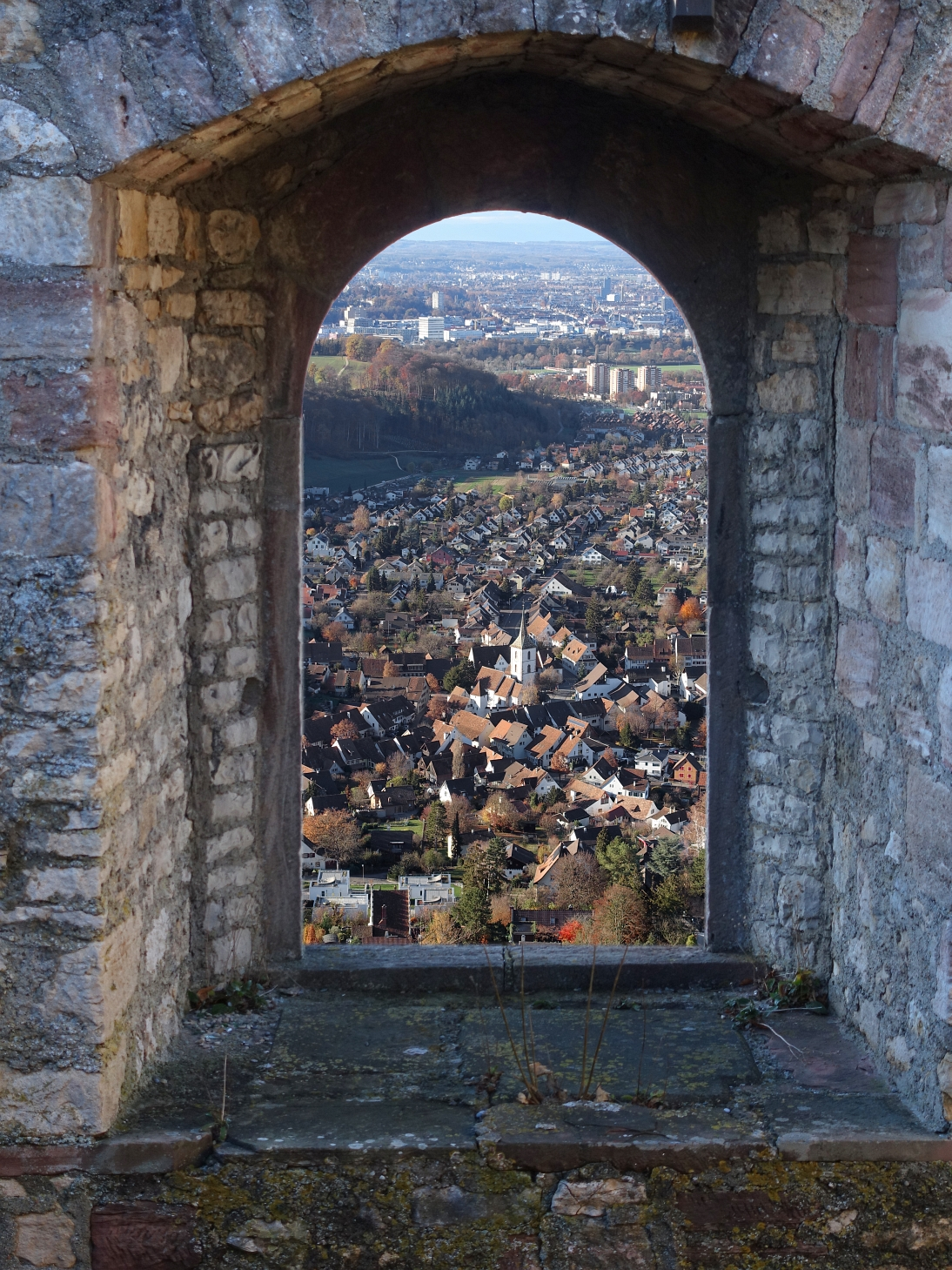
Mittlere Burg. Aussicht nach Muttenz und Basel
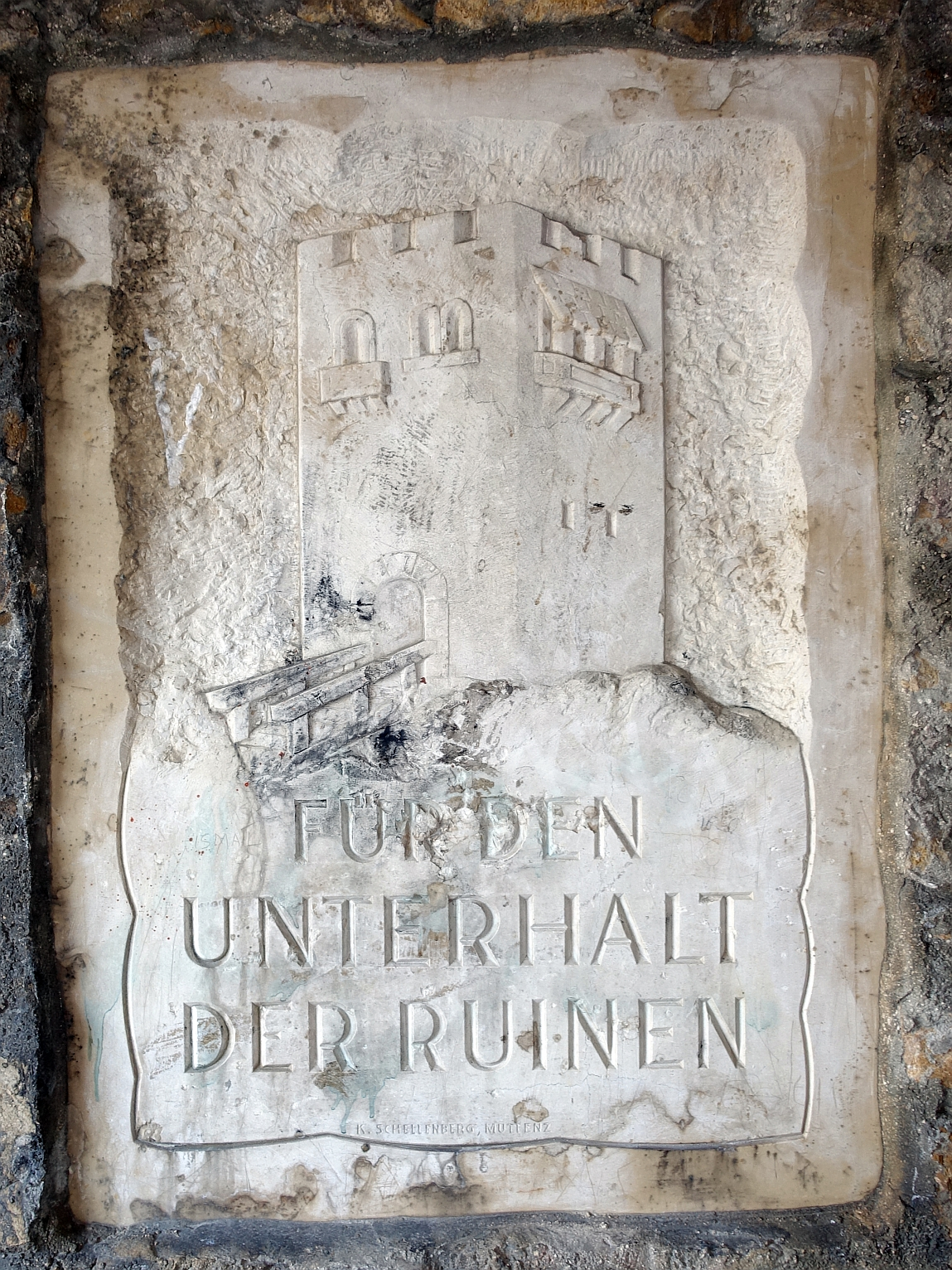
Relief am Eingang der mittleren Burg
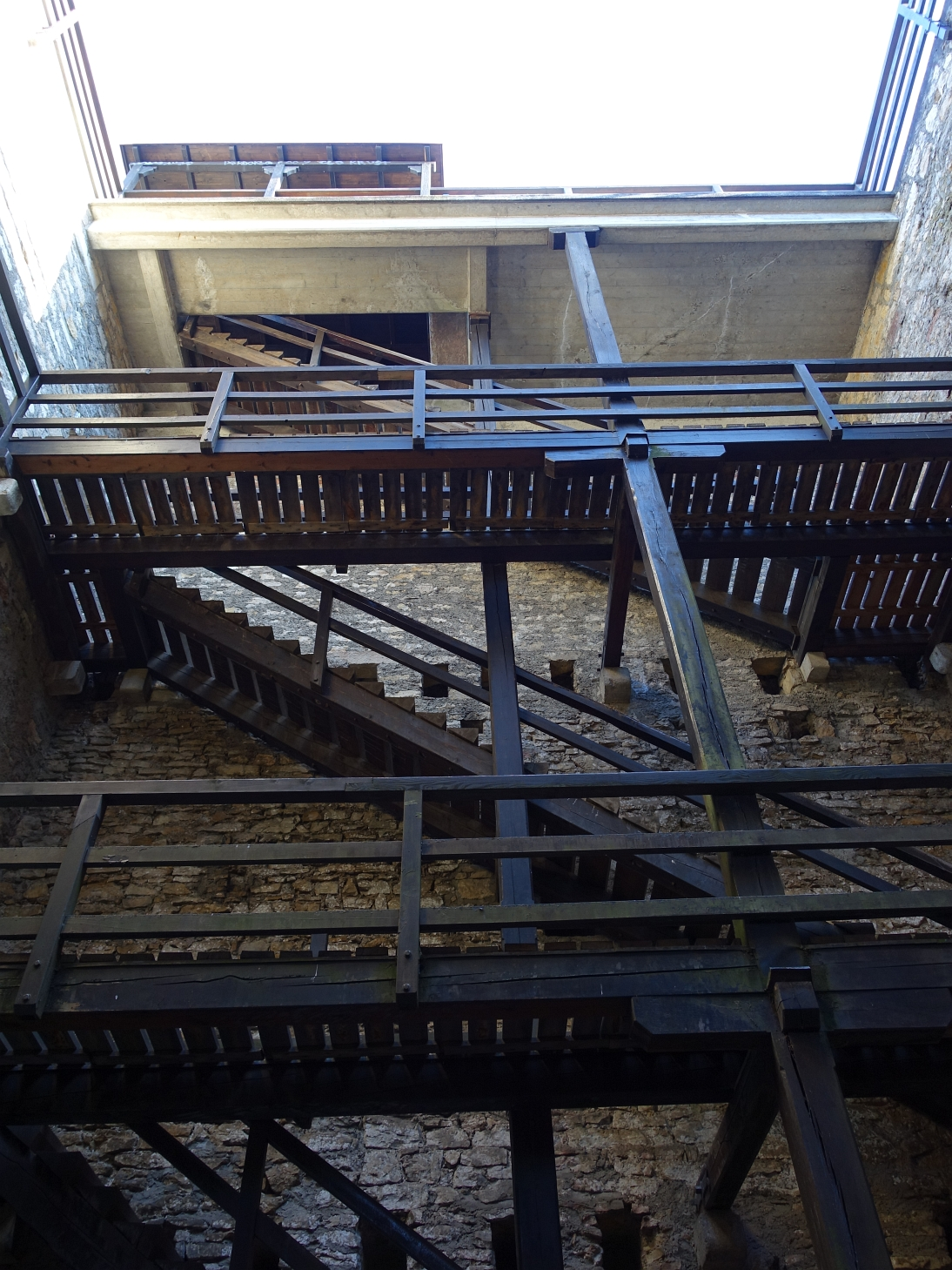
Treppen Konstruktion der mittleren Burg
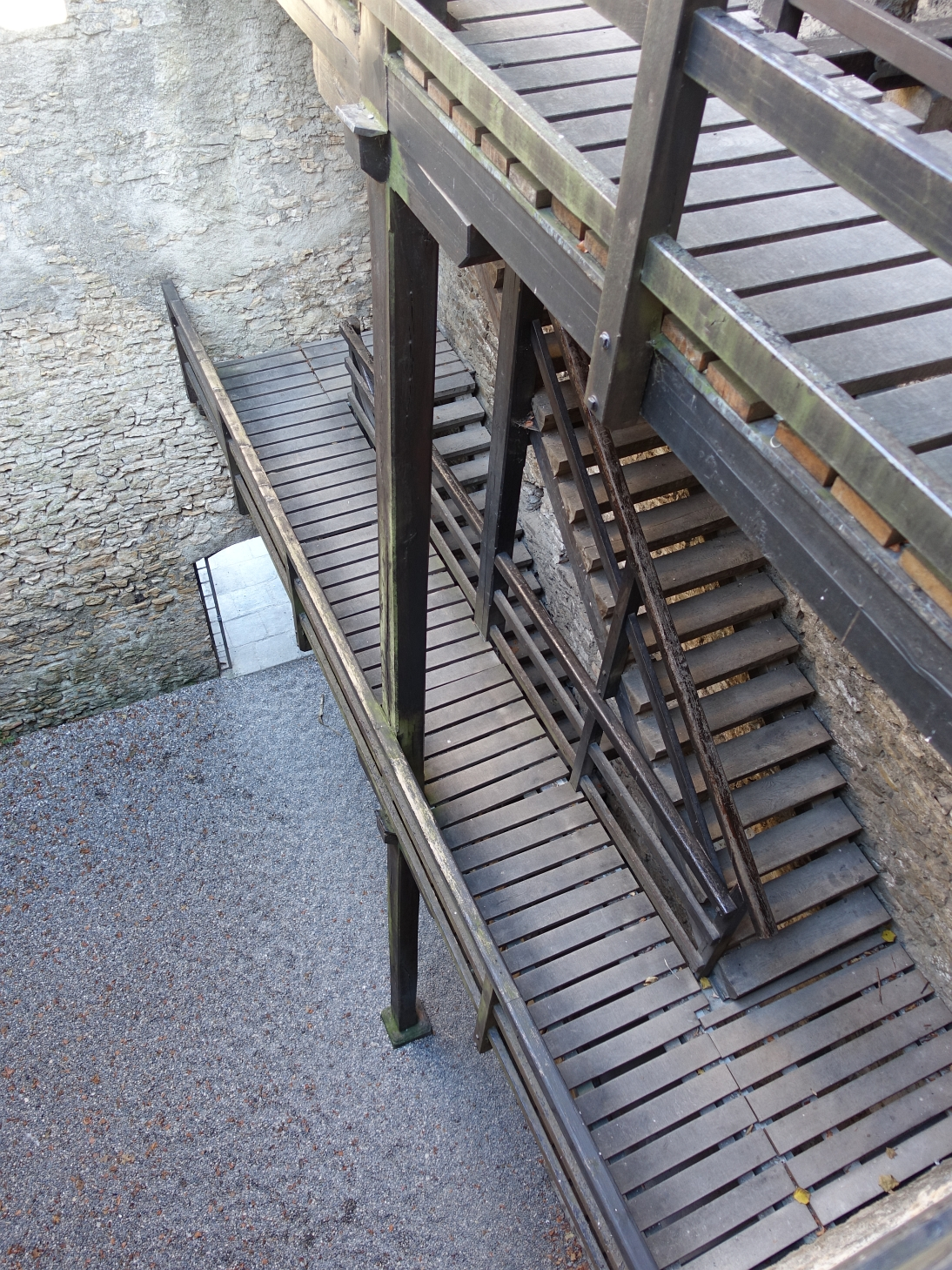
Treppen Konstruktion der mittleren Burg
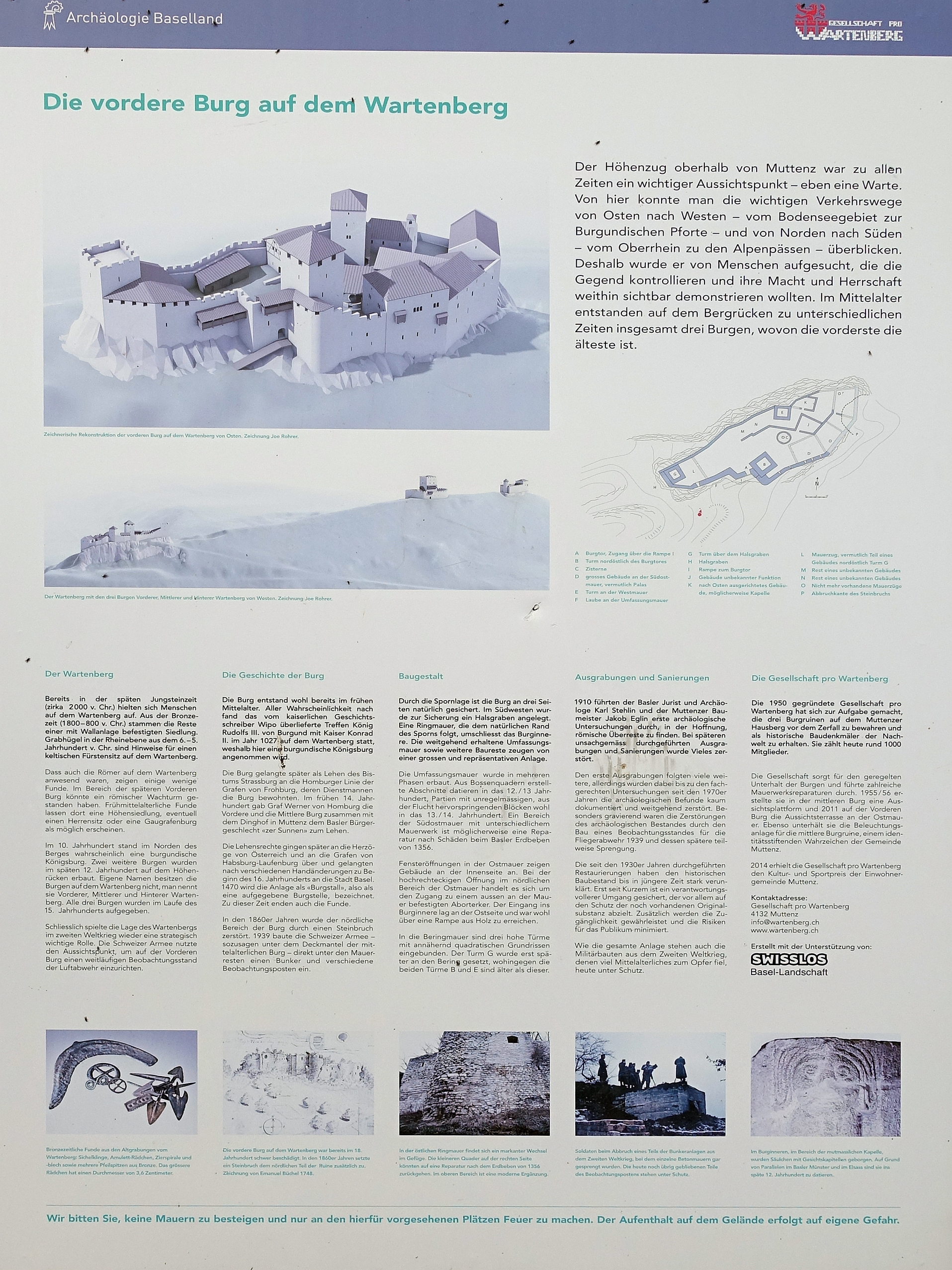
Geschichte zu der vorderen Burg
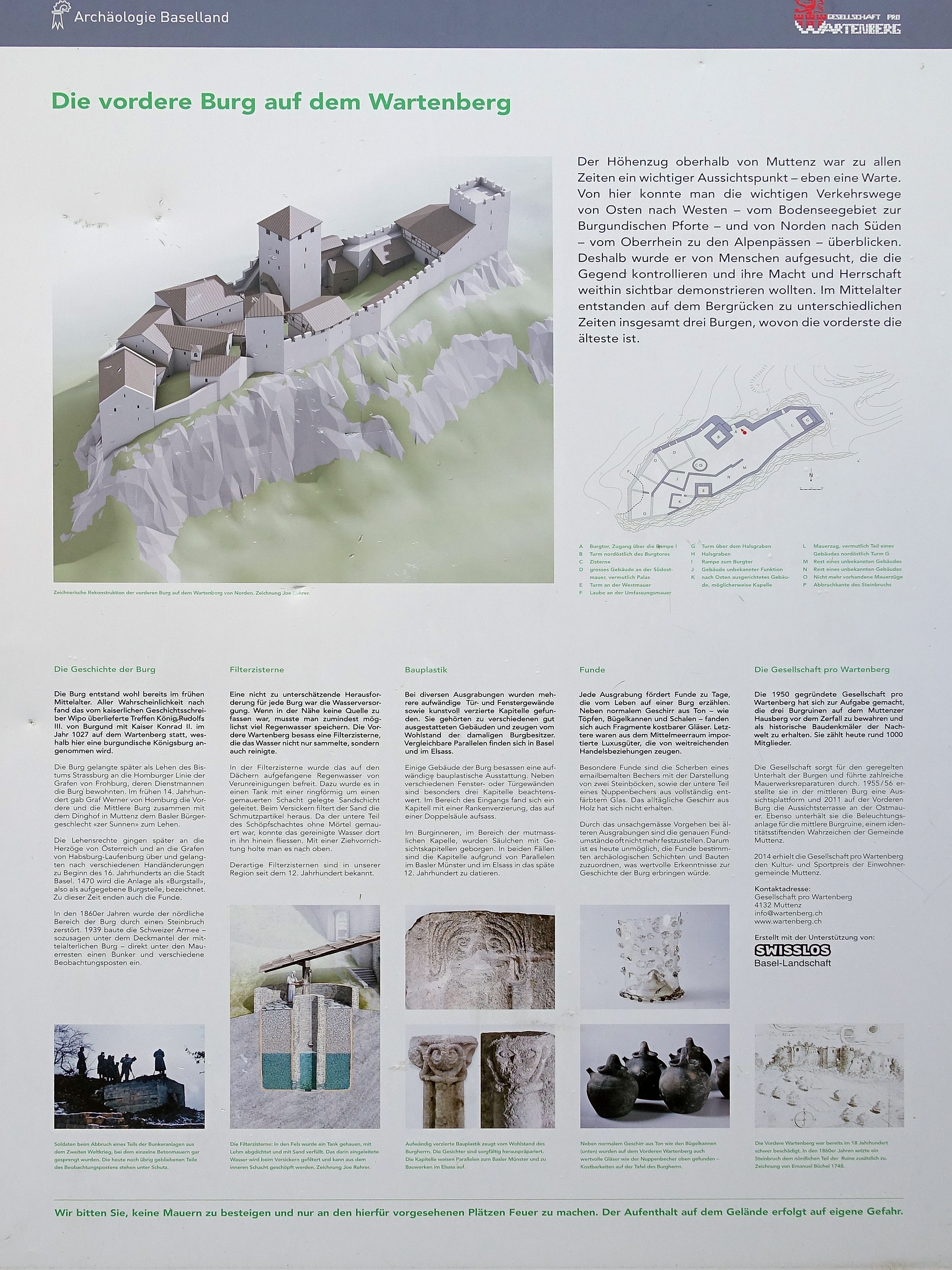
Geschichte zu der vorderen Burg
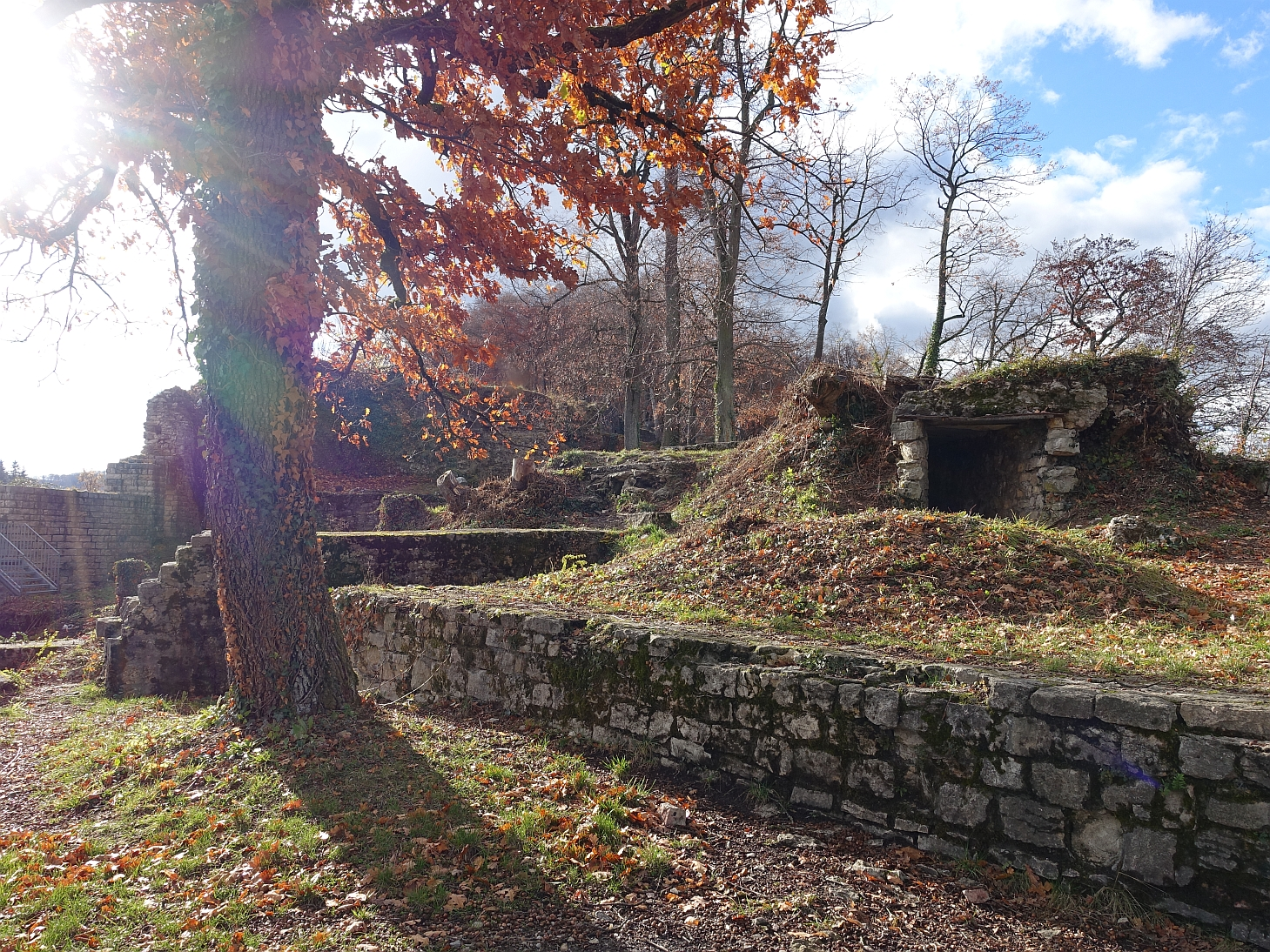
Vordere Burg
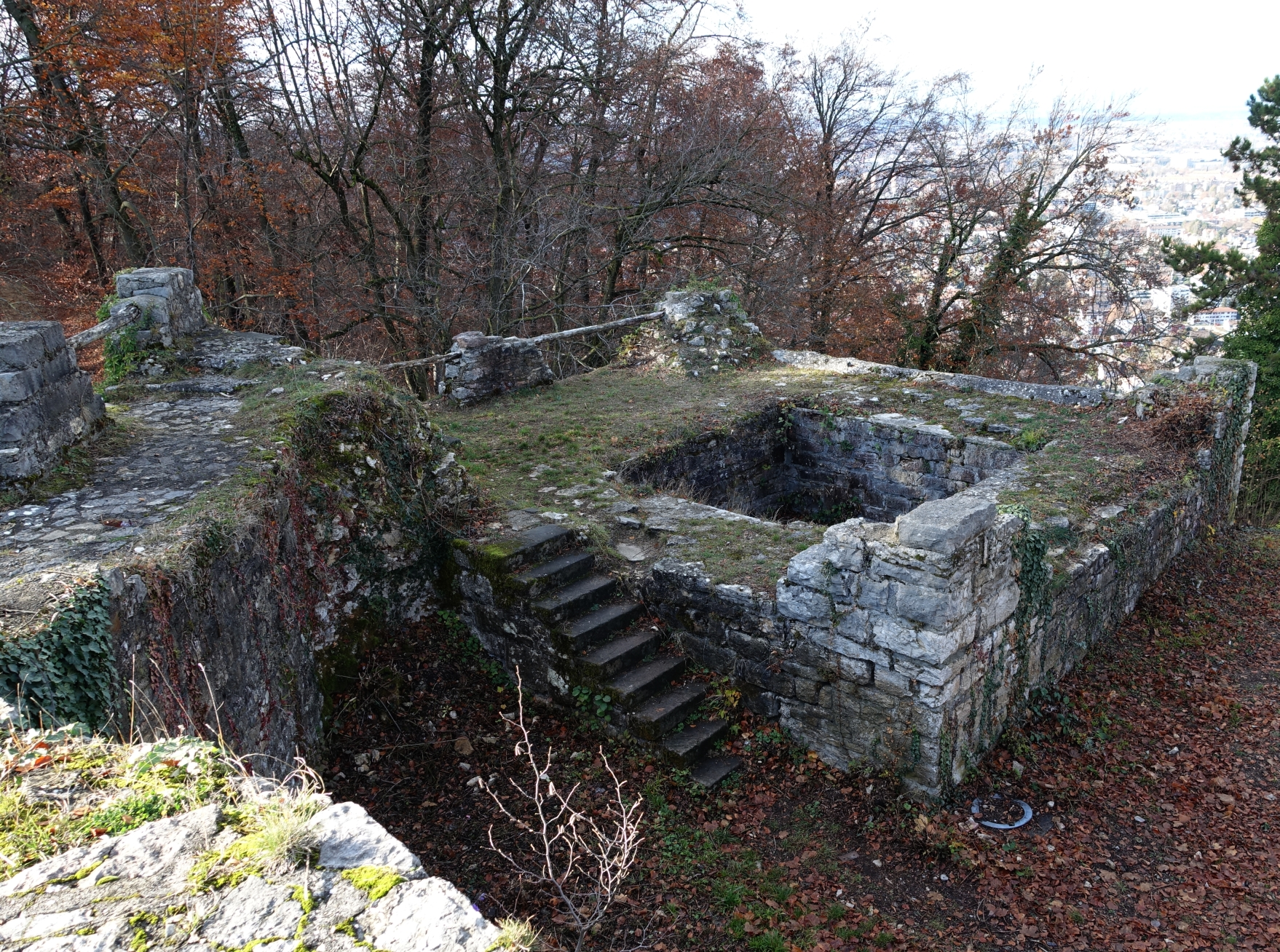
Turm Fundament in der Südwestecke
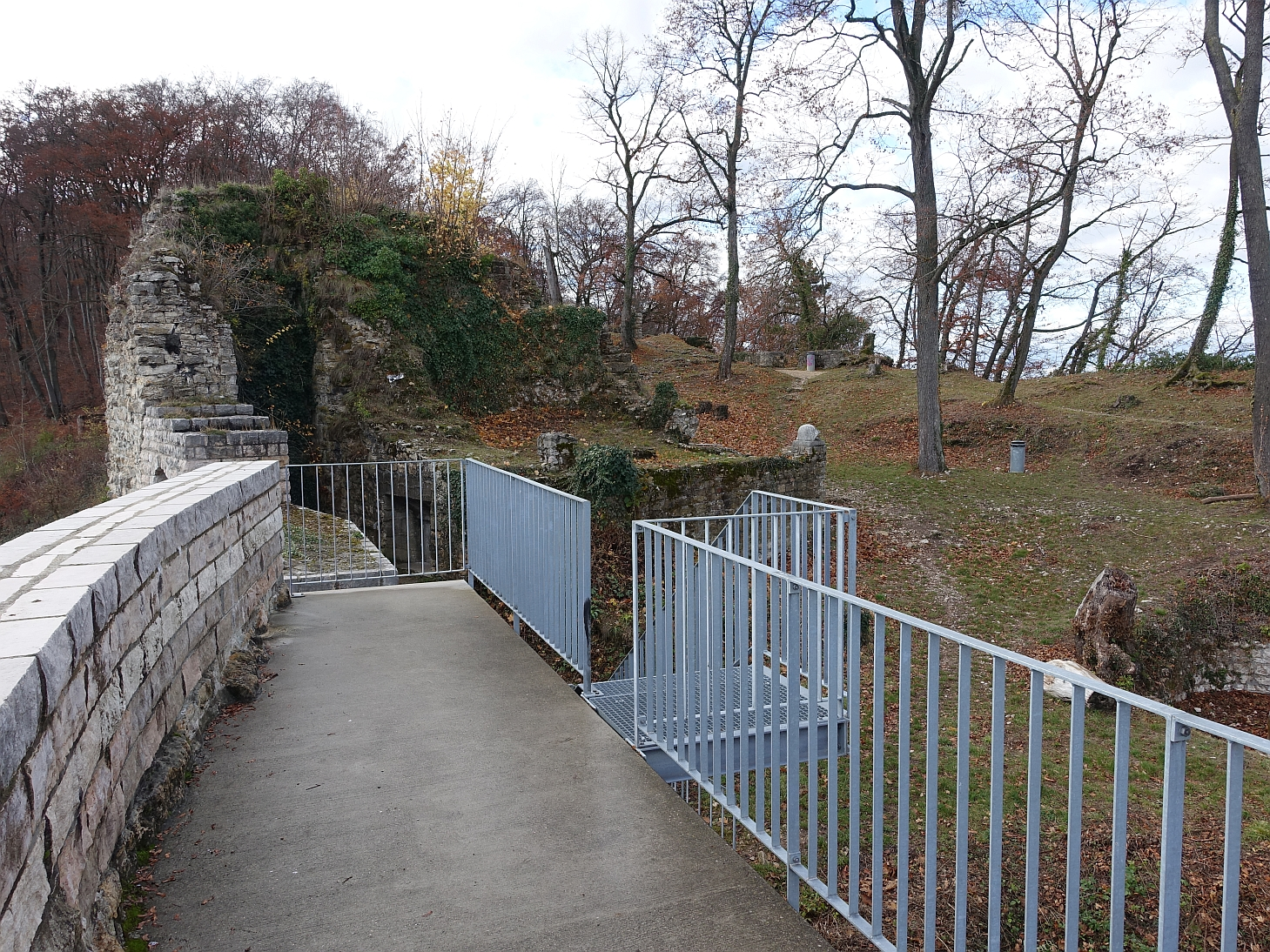
Vordere Burg
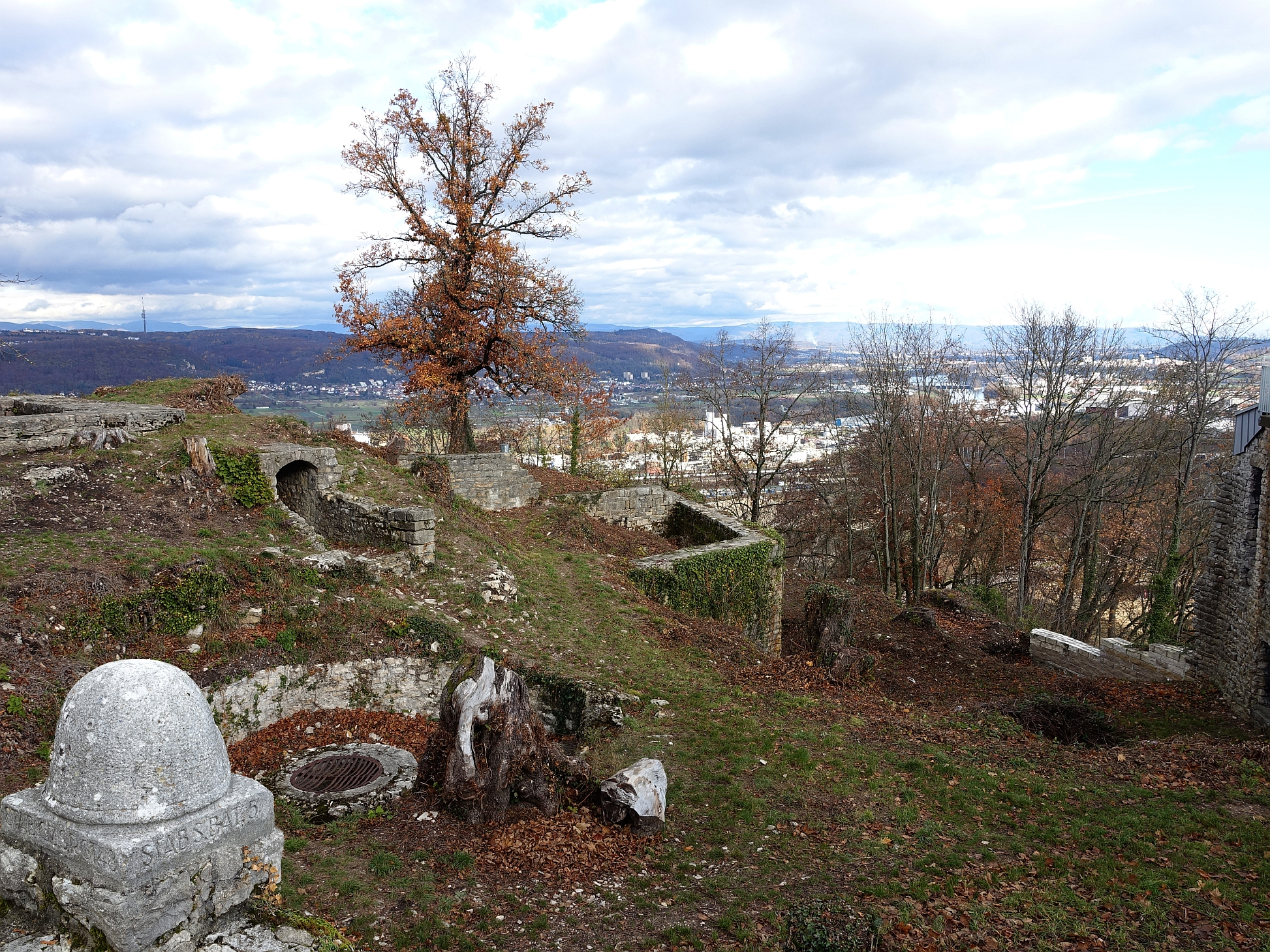
Vordere Burg
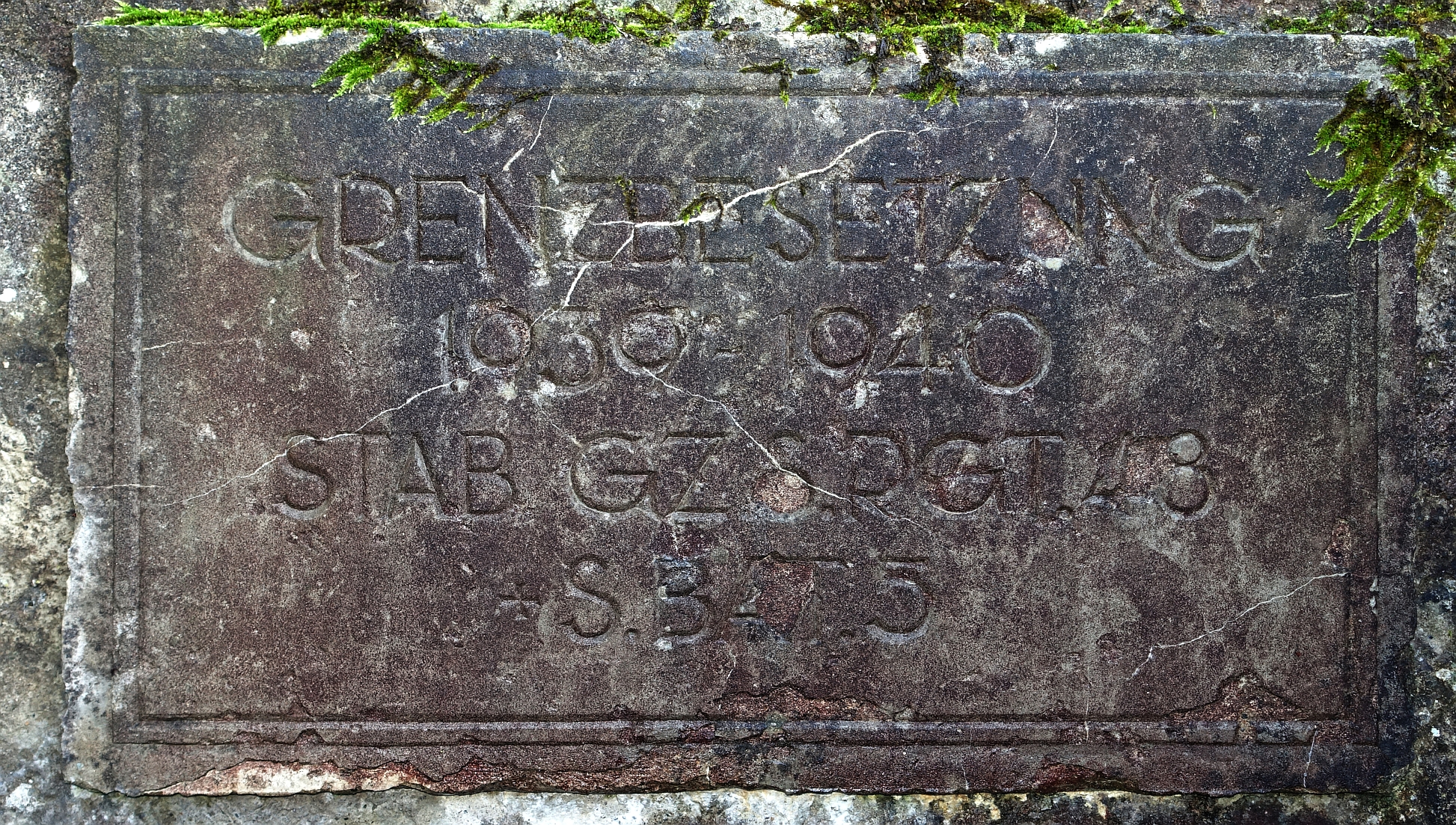
Gedenk-Steintafel zur Grenzbesetzung 1939–1940